# Munții Matra
Mátra este un lanț montan din Carpații de Vest, situat în Ungaria de Nord. Cel mai înalt vârf al său, Kékes (1.014 m), reprezintă punctul de maximă altitudine din Ungaria.
Parte a Munților Centrali din Ungaria de Nord (în maghiară Észak-magyarországi-középhegység), Mátra este un masiv de origine vulcanică, cu o suprafață de 900 de kilometri pătrați, cu o lungime de 40-50 km în direcția est-vest și 15-22 km în direcția nord-sud. Aici se găsesc cele mai înalte trei vârfuri montane din Ungaria, Kékes (1.014 m), Hidas-bérc (971 m) și Galya-tetó (965 m).

## Geografie
Munții Mátra fac parte din lanțul montan nordic din Ungaria și aparțin, prin origine, celei mai mari zone vulcanice tinere din Europa, dar forma lor a suferit transformări semnificative din cauza mișcărilor structurale și eroziunii ulterioare încă de la vulcanismul miocen. Masivul Mátra este delimitat de văile râurilor Tarna și Zagyva.
Lanțul montan Mátra este împărțit în mai multe părți. Partea vestică a crestei principale este denumită Nyugati-Mátra (vârf principal: Muzsla, 805 m) și este separată de regiunea Cserhát de valea râului Zagyva. În partea centrală a lanțului montan, denumită Magas-Mátra, se găsesc cele mai înalte vârfuri (vârf principal: Kékes, 1.014 m), cele două secțiuni principale fiind Mátrabérc și Kékes, care sunt separate de Nagy-völgy („Valea Mare”). De la vârful Sas-kő (898 m), de lângă Kékes, partea crestei principale numită Keleti-Mátra (vârf principal: Cserepes-tetó, 734 m) coboară treptat către est și se termină în valea pârâului Tarna. Spre sud, Mátraalja (vârf principal: Sár-hegy, 500 m) marchează tranziția dintre zonele înalte și Marea Câmpie Ungară, în timp ce spre nord, Mátralába coboară spre dealurile care înconjoară cursul superior al râului Zagyva, cel mai important afluent de pe malul drept al secțiunii mijlocii a râului Tisa.
Există foarte puține lacuri de origine naturală în munții Mátra. Corpuri de apă mai mici se găsesc în principal la nord de Kékes, precum lacul Pisztrángos (Pisztrángos-tó), mlaștina Kőris (Kőris-mocsár) și Lacul negru (Fekete-tó), situat deasupra văii Ilona. Luciul de apă al celor din urmă este abia vizibil, cea mai mare parte a suprafeței lor fiind acoperită de vegetație. Masivul Mátra este bogat în ape curgătoare, fiind identificate aproximativ 360 de izvoare. Debitele acestora variază, depinzând în mare măsură de cantitatea de precipitații, iar pentru 47 de surse debitul depășește 10 l/min. La o altitudine de 960 de metri, lângă Kékestető, se găsește fântâna Diznó (Disznós-kút). Cel mai mare izvor din masivul Mátra este Nagy-forrás („Izvorul Mare”), situat în partea de nord a vârfului Kékes, care are un debit de 20 de litri pe minut.
Două râuri, Zagyva și Tarna, pot fi considerate granițele de vest și de est ale lanțului montan, acestea transportând apele numeroaselor cursuri de apă provenite din Mátra către râul Tisa. 62 de afluenți ai râului Zagyva și 46 ai râului Tarna provin din masivul Mátra.

## Geologie
Cele mai vechi roci găsite la suprafața masivului Mátra sunt calcare triasice de adâncime, șisturi și radiolarit găsite pe dealul Darnó (Darnó-hegy) din Sirok și în împrejurimi, precum și bazalți formați sub mare. Formarea masei principale din Mátra a avut loc în miocen. În urmă cu aproximativ 21 de milioane de ani, vulcanismul a început cu împrăștiere de riolit, perioadă care s-a finalizat acum 13 milioane de ani. Cea mai mare rată de producție de material vulcanic a avut loc în miocenul mijlociu, când au apărut o serie de straturi vulcanice de sute de metri grosime formate din andezit și alte roci vulcanice, acestea formând cea mai mare parte a lanțului montan. În etapa târzie a activității vulcanice, s-au creat andezitele. Cele mai tinere roci de lavă sunt riolitele găsite în jurul Gyöngyössolymos și Lőrinci. Seria erupțiilor a fost completată de o împrăștiere de riolit. Conurile vulcanice formate din zăcăminte de cuarțit reflectă o activitate postvulcanică intensă.
Formațiunile vulcanice din miocen au fost fragmentate ca urmare a mișcărilor structurale ale crustei, întregul lanț montan fiind înclinat spre sud, expunând astfel formațiunile mai vechi din partea de nord. În pliocen, rocile vulcanice au fost acoperite de sedimente, iar eroziunea generată de clima mai umedă a format văi. Alternanța erelor glaciare și a perioadelor mai calde din pleistocen a intensificat procesul de fragmentare a rocilor, rezultând formarea unor suprafețe întinse de piatră periglaciară în părțile mai stâncoase ale lanțului montan (Óvár, Ágasvár, Galyatetó, Kékes etc.).

## Climă
Clima din munții Mátra are un caracter montan temperat, fiind influențată de diferențele de altitudine relativ mari din lanțul montan. Față de Marea Câmpie învecinată, părțile sale cele mai înalte se ridică la peste 800-900 de metri altitudine, motiv pentru care diviziunea climatică verticală poate fi observată deosebit de bine pe partea de sud a lanțului montan. Similar cu celelalte lanțuri montane din Ungaria, Mátra se caracterizează prin microclimate variate, determinate de topografia și vegetația zonei respective. Valoarea medie anuală a temperaturii scade cu 0,3°C la fiecare 100 de metri altitudine.
Valorile medii anuale ale precipitațiilor sunt foarte variabile, din cauza suprafeței segmentate a lanțului montan, datele celor câteva stații de măsurare a precipitațiilor putând fi considerate corecte doar pentru o suprafață mică. Cea mai mică cantitate de precipitații cade în văile adăpostite de vânt orientate spre sud-est (500–550 mm), în timp ce media în regiunile de vârf este în jur de 800 mm, dar nici cantități anuale de 1000–1100 mm nu sunt neobișnuite. Ca urmare a iernilor cu temperatură medie ridicată din ultimele decenii, condițiile de ninsoare s-au deteriorat foarte mult, dar stratul de zăpadă măsurat oficial pe vârful Kékes în unele sezoane reci (1995–1996, 2004–2005, 2005–2006) era încă de aproape un metru grosime. Cel mai mare strat de zăpadă (146 cm) a fost măsurat pe 21 februarie 1963.
Fenomenul de inversiune termică apare frecvent iarna, când o masă de aer relativ caldă curge în sens anticiclonic peste aerul rece care staționează în Bazinul Carpatic, generând temperaturi mai ridicate în zonele montane situate la peste 600-800 de metri altitudine decât la poalele munților. Fenomenul este adesea însoțit de apariția unor nori stratus groși, peste care se ridică doar cele mai înalte vârfuri ale munților.

## Aria naturală protejată Mátra
Aria naturală protejată Mátra este un sit Natura 2000 fondat în 2004 ca zonă specială de protecție a păsărilor.
Zona de protecție a peisajului Mátra a fost înființată în 1986 pe un teritoriu de 12.141 hectare, pentru a proteja natura și peisajul regiunii Mátra. Această organizație, care aparținea Direcției Parcului Național Bükk, avea rolul de a asigura că starea inițială a Mátra nu este perturbată de nicio intervenție care ar putea provoca daune peisajului și naturii acestuia pe termen lung. Patrimoniul natural era păstrat în siguranță pe o zonă strict protejată de 2.209 hectare, acoperită în principal cu păduri.
În 2004 a fost înființată Zona de protecție specială (Directiva Păsări) Mátra, care găzduiește 23 de specii de păsări protejate în Uniunea Europeană, incluse în lista roșie europeană a Uniunii Internaționale pentru Conservarea Naturii (IUCN European Red List).

## Floră

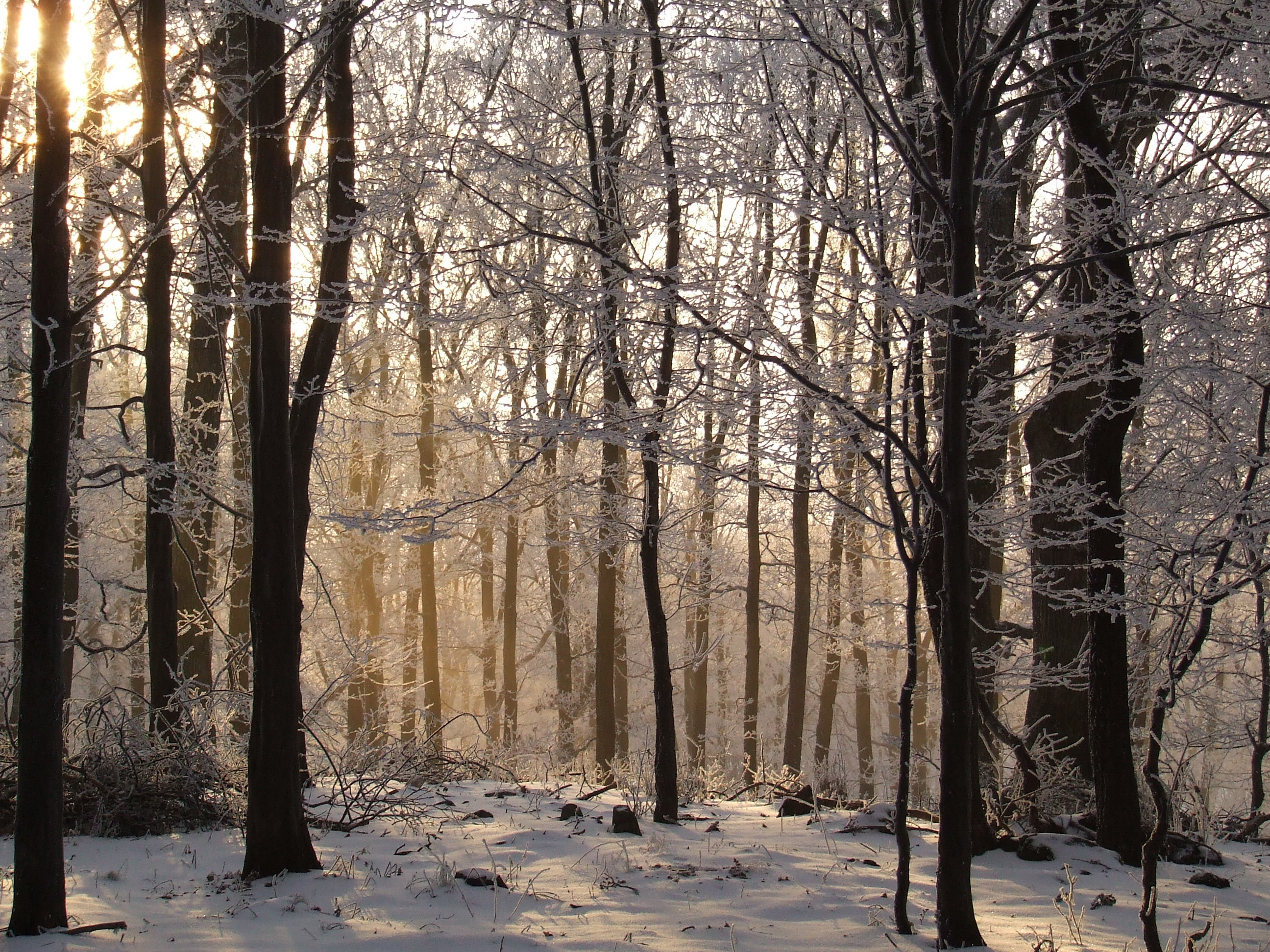
Pădurea de fag Mátra

Mátra este un lanț montan acoperit de diverse comunități forestiere, cele mai caracteristice fiind pădurile de cireș-stejar. La o altitudine de 550 m în nord și 650 m în sud, pădurile de cireș-stejar sunt înlocuite cu păduri de pin-stejar și apoi cu păduri de fag. Peste 900 m, comunități de fag și Aconitum (Aconito-Fagetum) pot fi găsite pe versanții nordici ai Kékes, Galyatető și Piszkés-tető. 
Pe versanții nordici mai reci ai masivului Mátra se regăsește habitatul mai multor specii alpine. Comunitatea de pădure montană de fag din partea de nord a Kékes oferă un habitat pentru multe specii de plante rare. Aici trăiesc trandafirul de munte (Rosa pendulina) și pecetea lui Solomon (Polygonatum verticillare). Pe laturile nordice, pădurile de tei (Tilia) crescute în zonele de grohotiș și de chei de andezit (Parietario-Aceretum) asigură microclimatul specific. Plantele rare sunt cimicifuga (Cimicifuga europaea), curpen de munte (Clematis alpina), lopățea (Lunaria rediviva), caracteristică locurilor pietroase și o specie de valeriană (Valeriana tripteris). Aici trăiesc mai multe specii protejate de ferigă, precum Polystichum braunii, Polystichum aculeatum și Woodsia alpina. O specie de păiuș (Festuca amethystina), care poate fi considerat o relicvă a epocii glaciare, trăiește pe crestele care se extind spre nord. Pe stânci, lichenul Parmelia conspersa este planta pionieră. În crăpăturile stâncilor se găsesc ruginița arctică (Asplenium septentrionale), saxifraga albă (Saxifraga paniculata), barba lui Jupiter (Jovibarba hirta). Pe rocile din andezit cu sol fertil subțire se dezvoltă o vegetație de stâncă, apoi, pe măsură ce stratul de sol se îngroașă, apar treptat desișuri de păiuș (Festuca pseudodalmatica) și rogoz unguresc (Poa pannonica subsp. scabra). Taula (Spiraea media) formează desișuri de până la un metru înălțime, aproape impenetrabile, alături de care se pot găsi și bârcoace de Mátra (Cotoneaster matrensis).

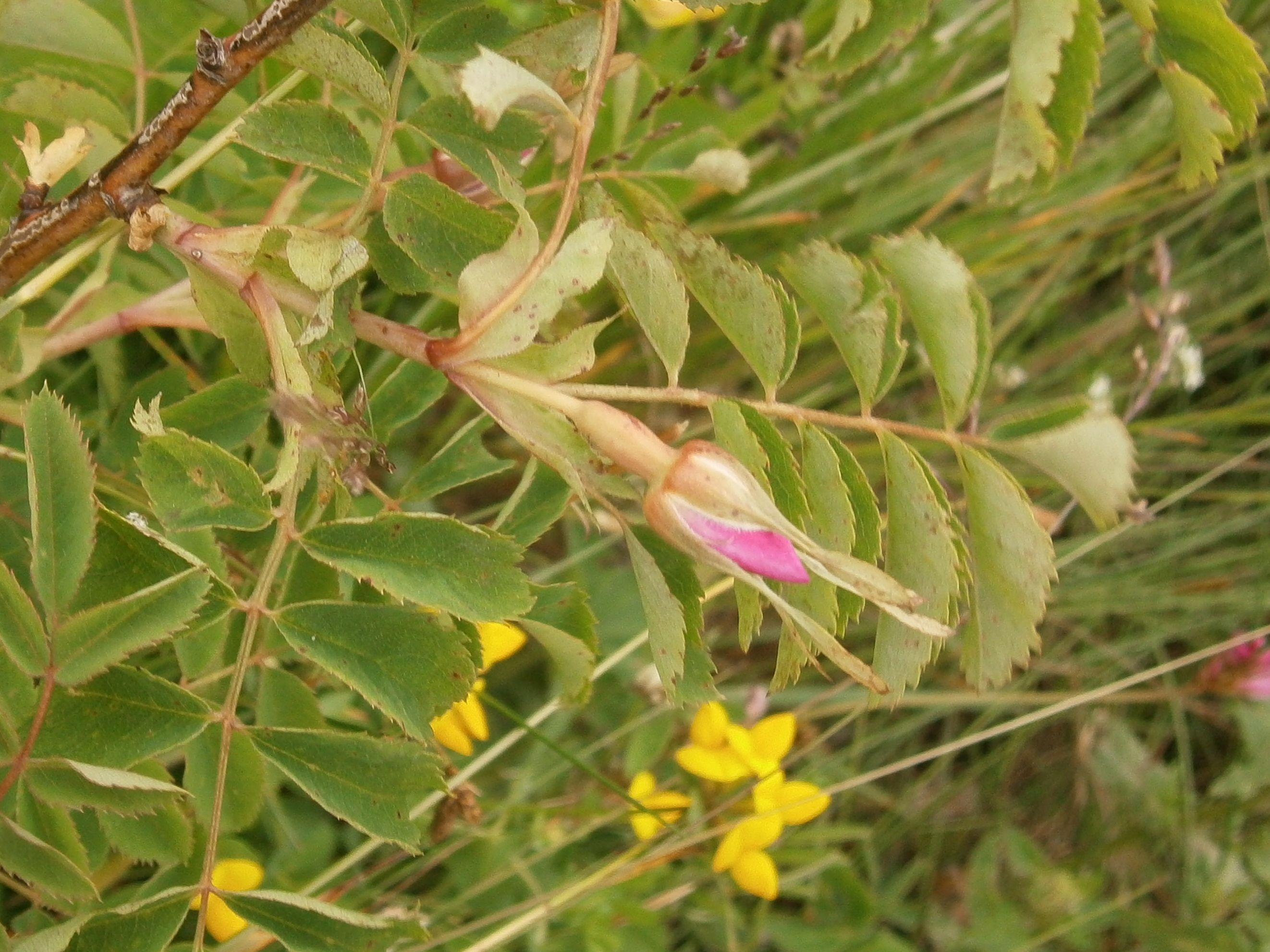
Trandafir de munte (Rosa pendulina)
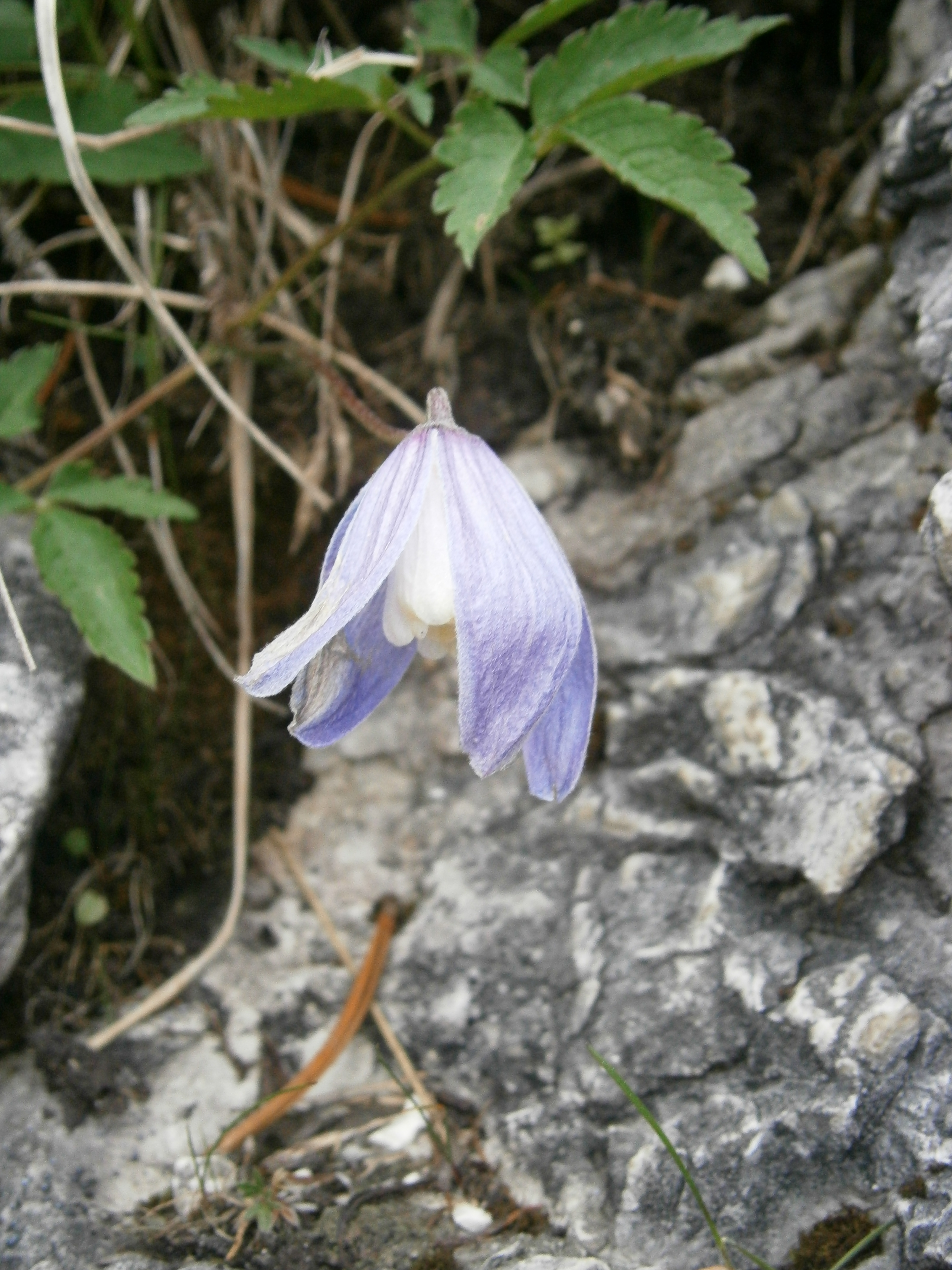
Curpen de munte (Clematis alpina)
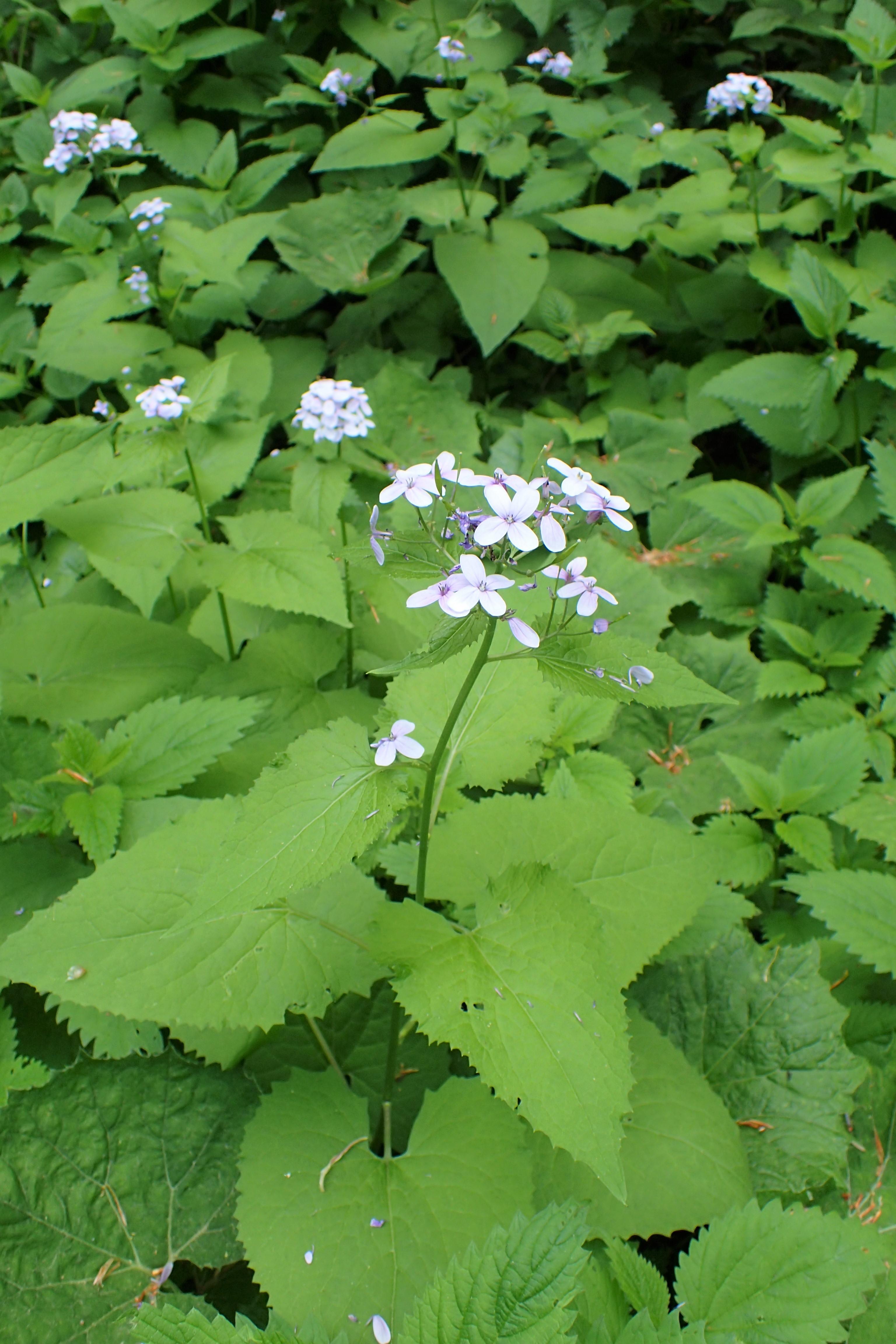
Lopățea (Lunaria rediviva)
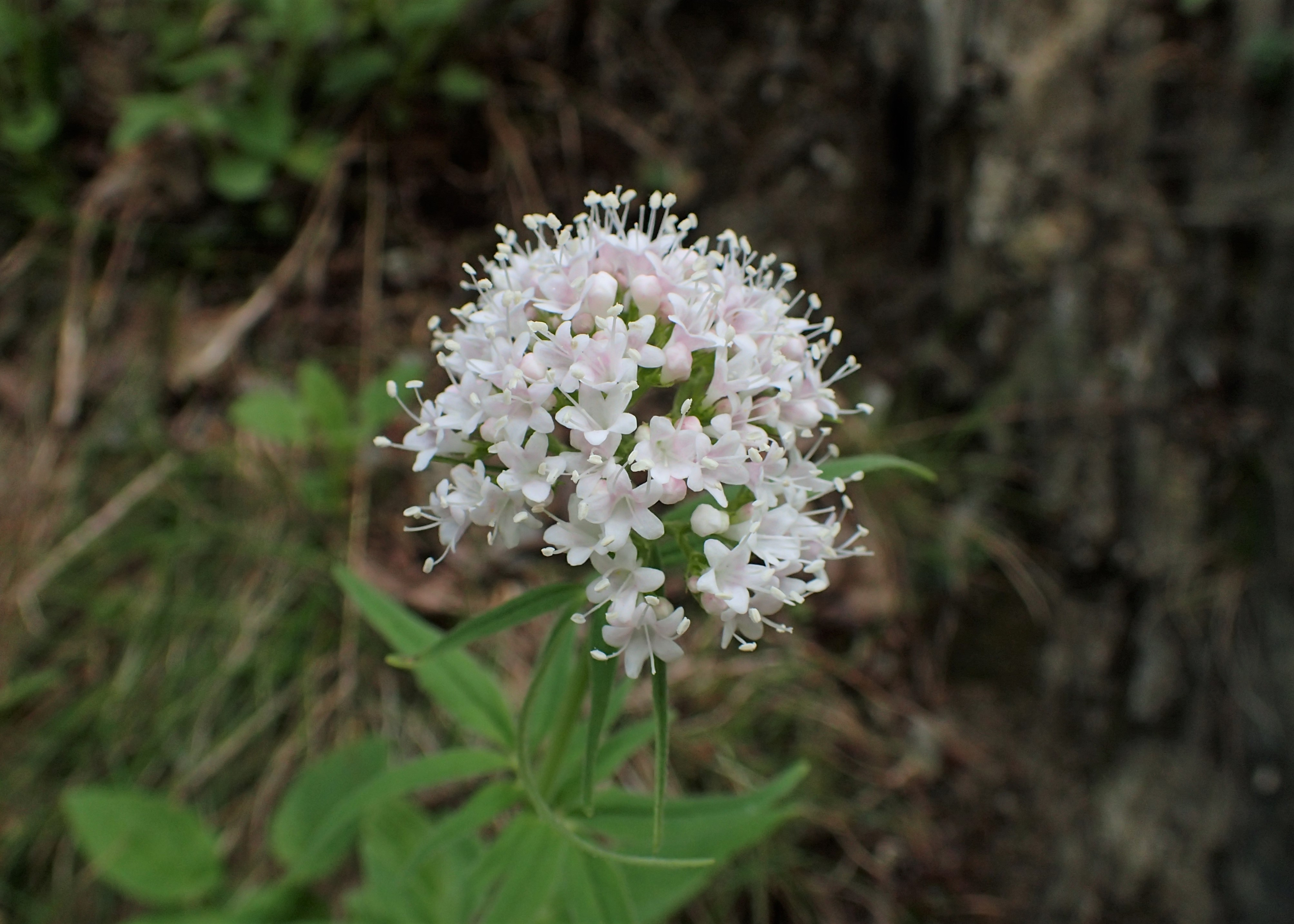
Valeriană (Valeriana tripteris)
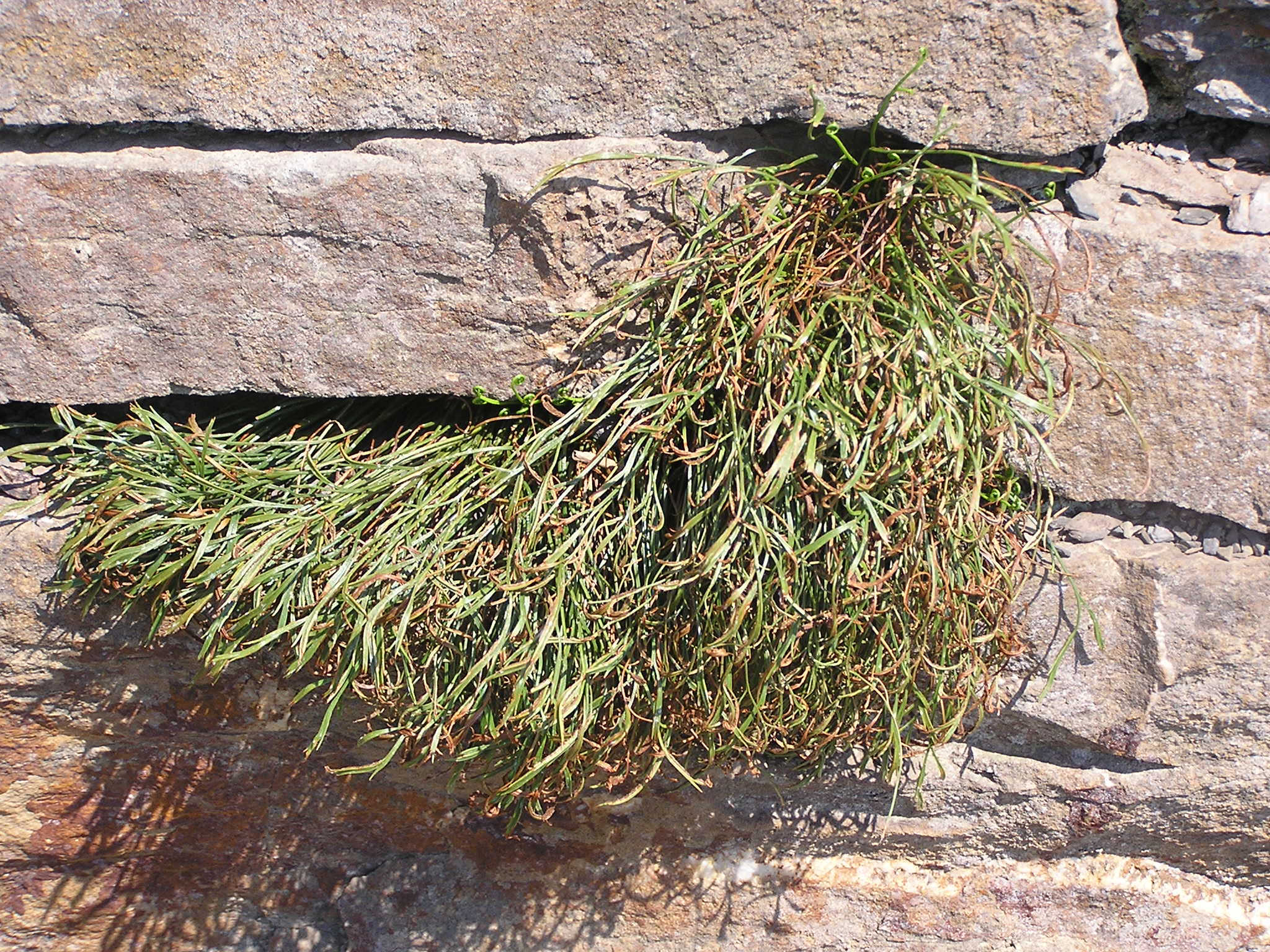
Ruginiță arctică (Asplenium septentrionale)
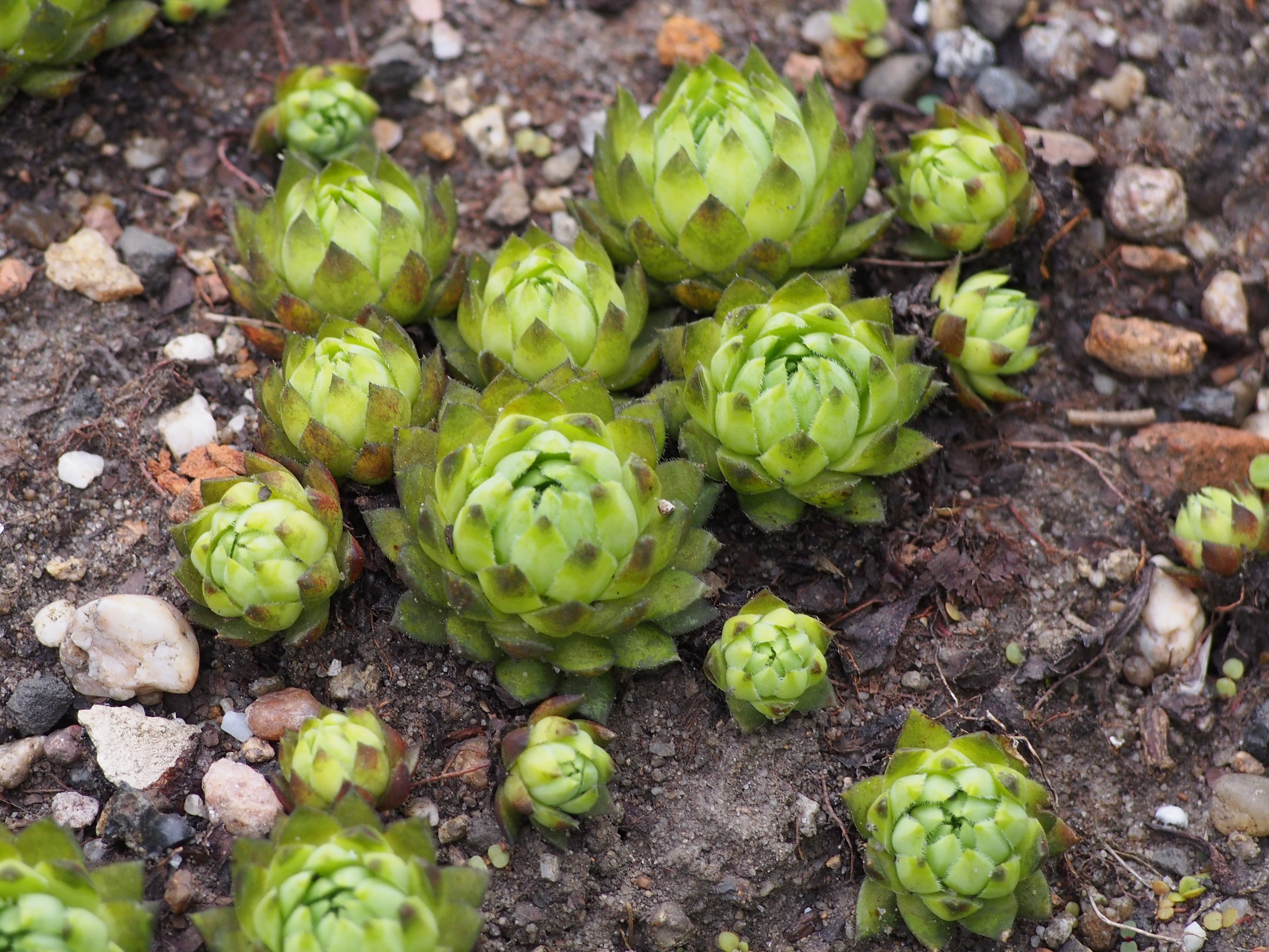
Barba lui Jupiter
(Jovibarba hirta)

Pe pajiștile montane din Mátra, se găsesc, printre altele, gențiana de turbărie (Gentiana pneumonanthe), anemona neagră (Pulsatilla pratensis subsp. nigricans) și orhideea globulară (Traunsteinera globosa). În locurile umede, firuța (Poa remota) este o specie endemică, găsită în Ungaria doar la poalele nordice ale vârfului Kékes. Primăvara, laleaua pestriță (Fritillaria meleagris) înflorește în singurul său habitat din Mátra, o pădure inundată de cireș-stejar.

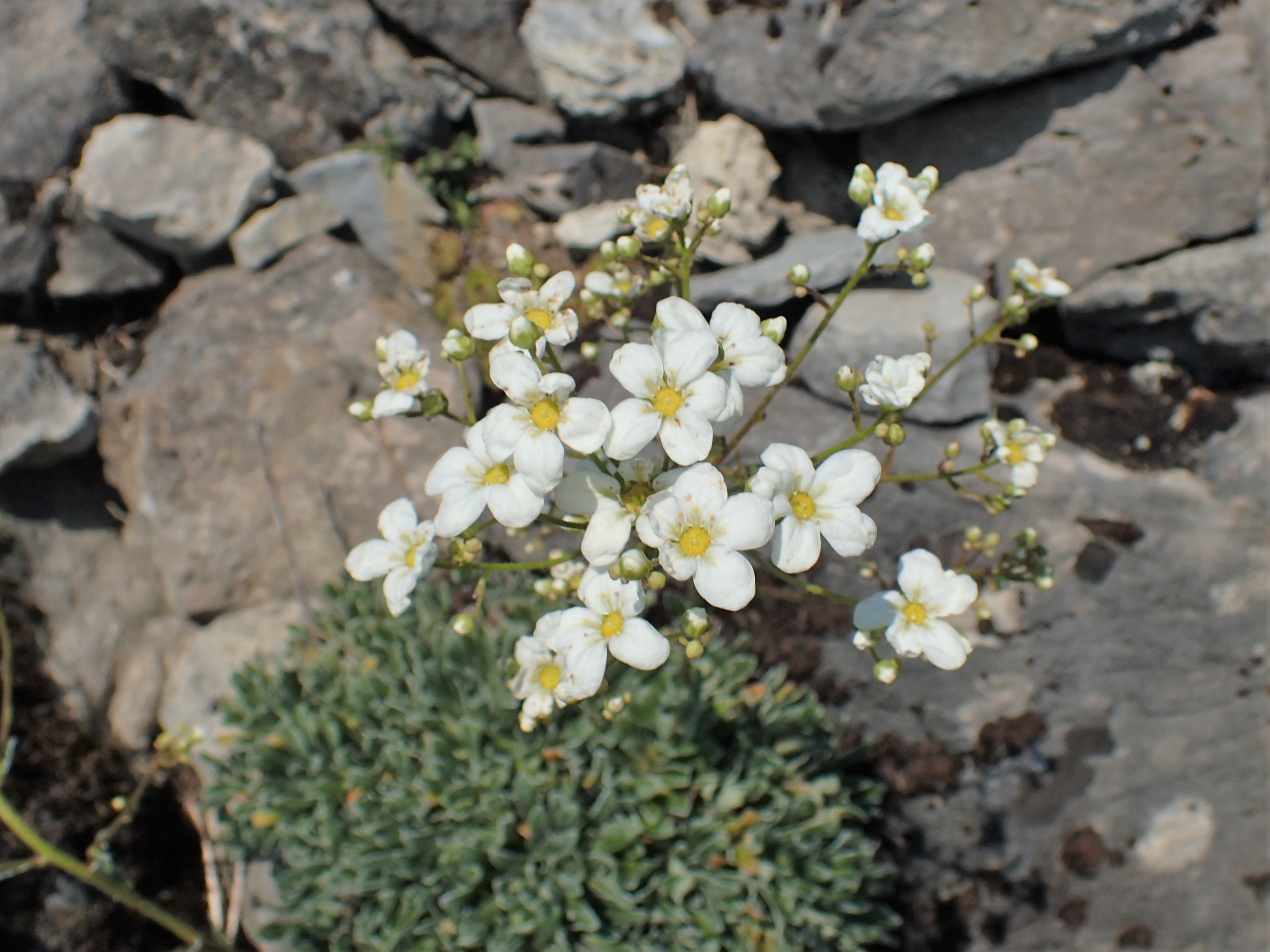
Saxifraga albă (Saxifraga paniculata)
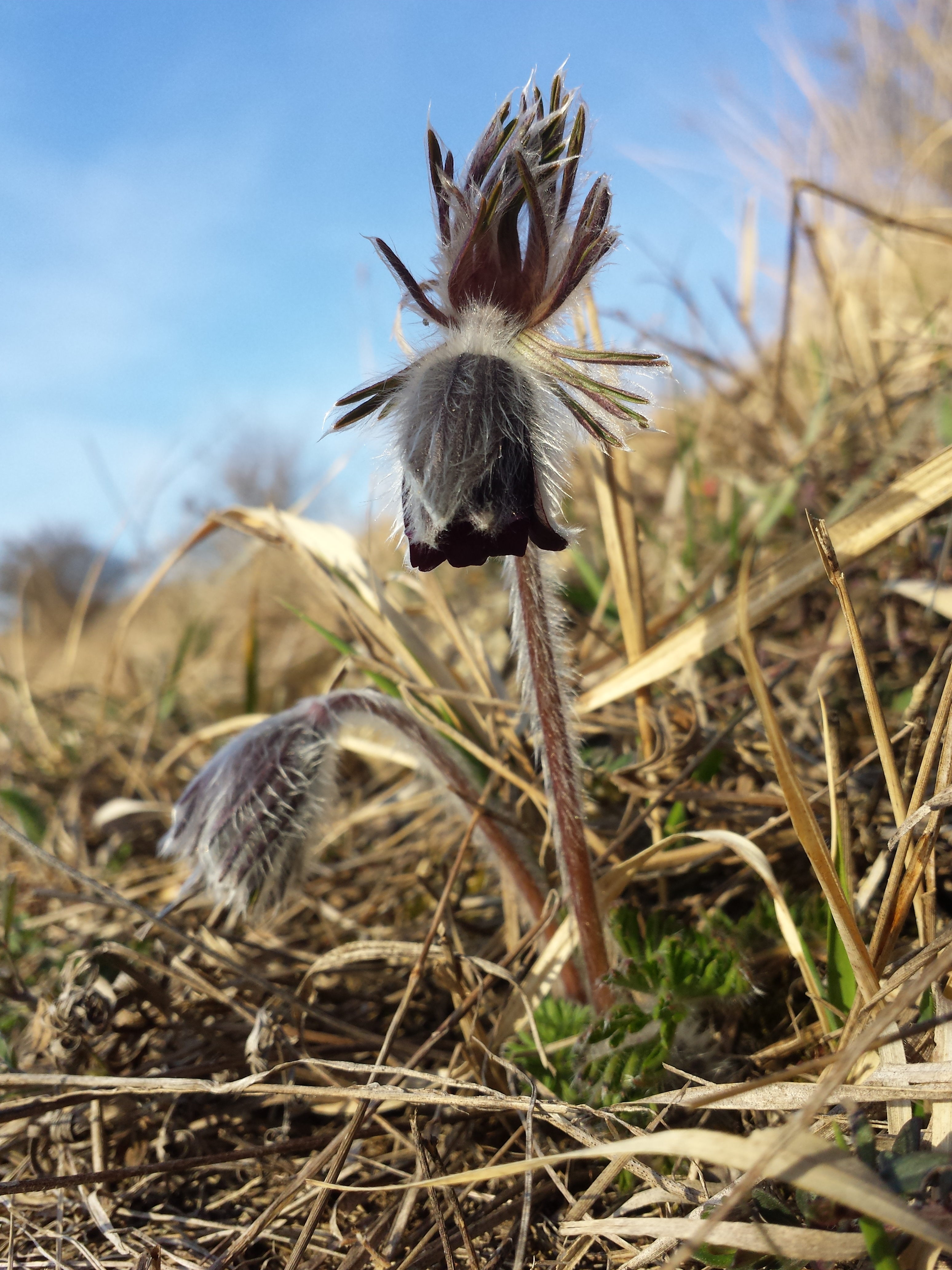
Anemonă neagră (Pulsatilla pratensis subsp. nigricans)
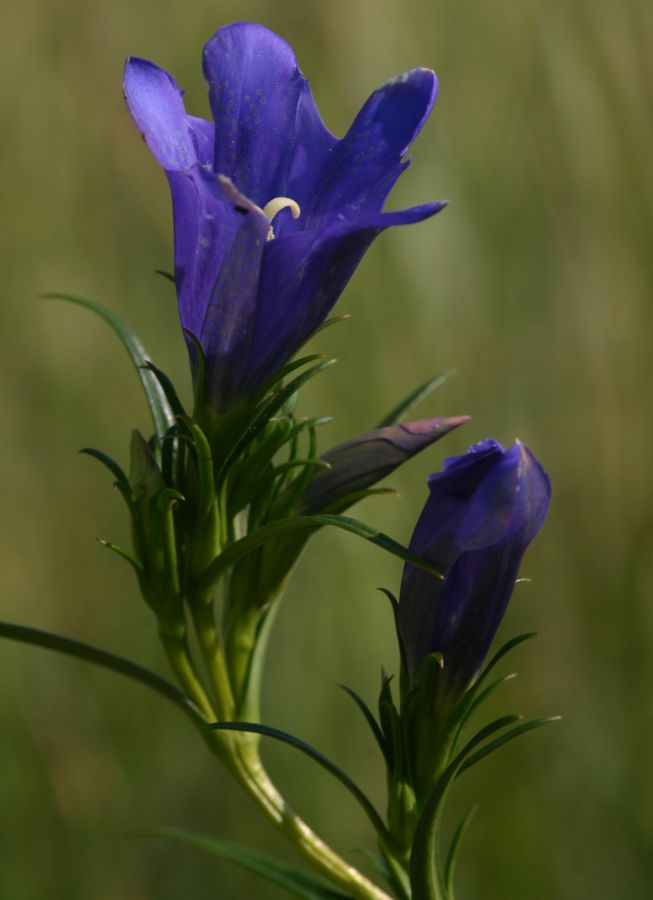
Gențiană de turbărie (Gentiana pneumonanthe)
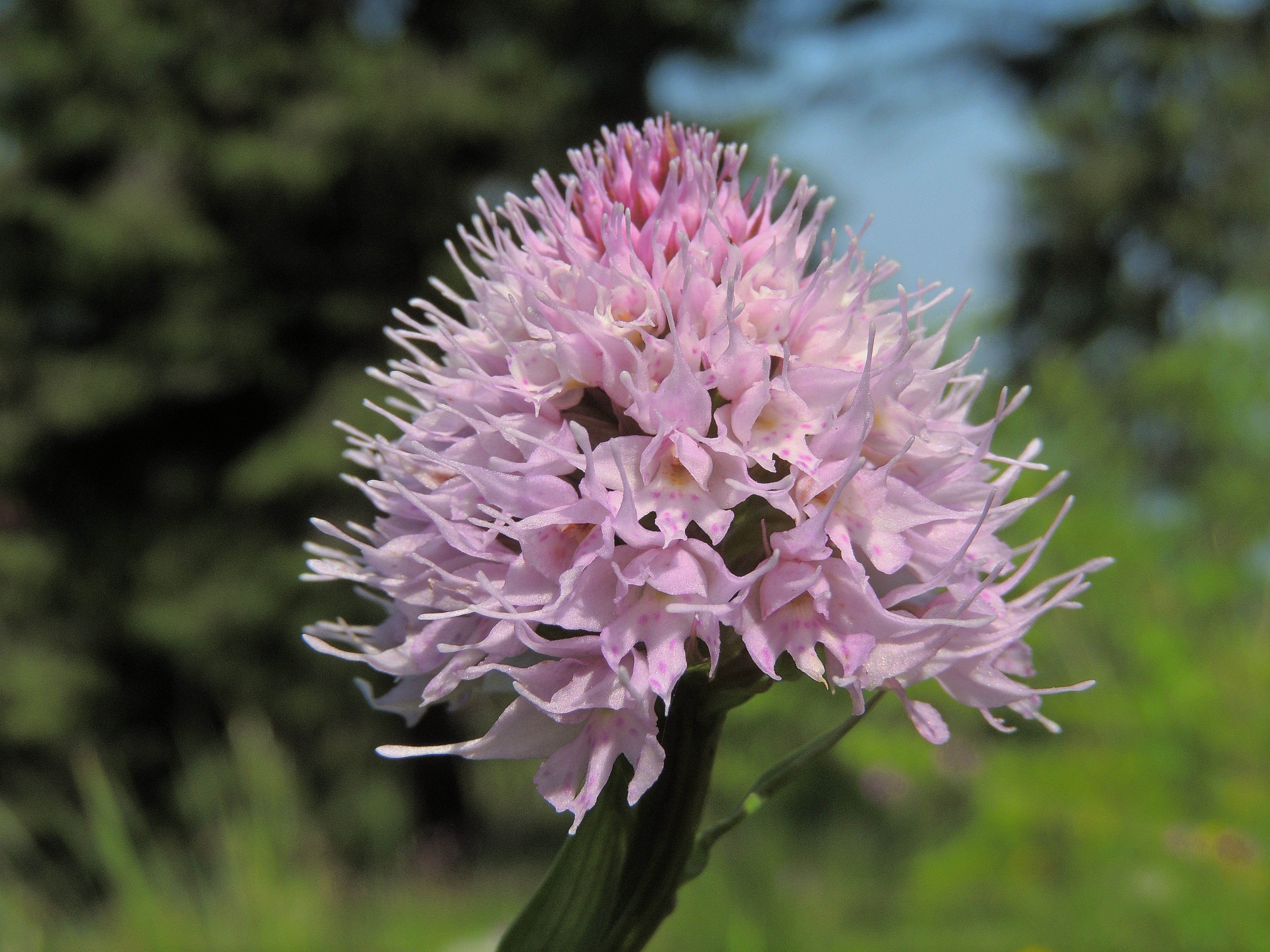
Orhidee globulară (Traunsteinera globosa)
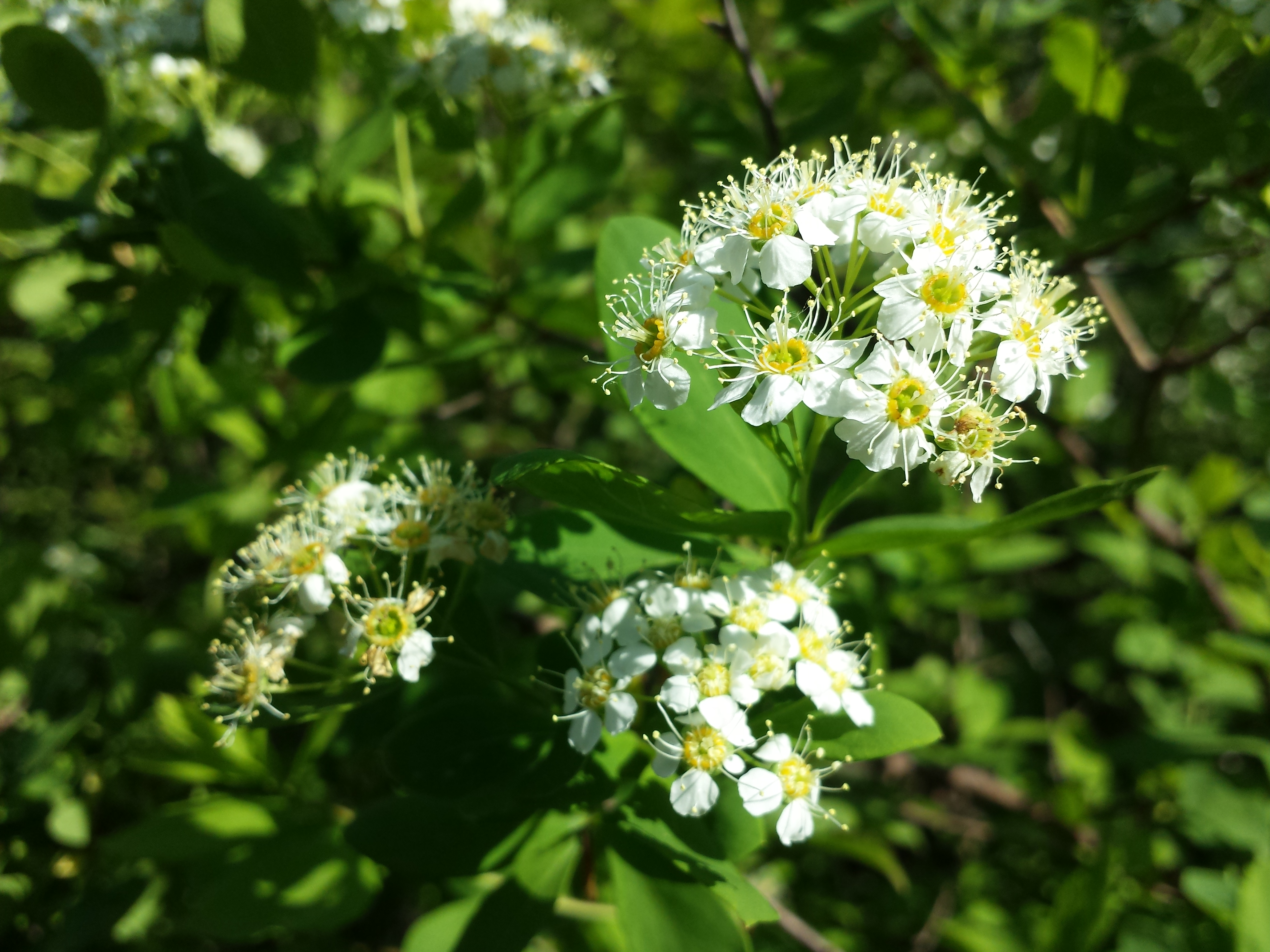
Taulă (Spiraea media)
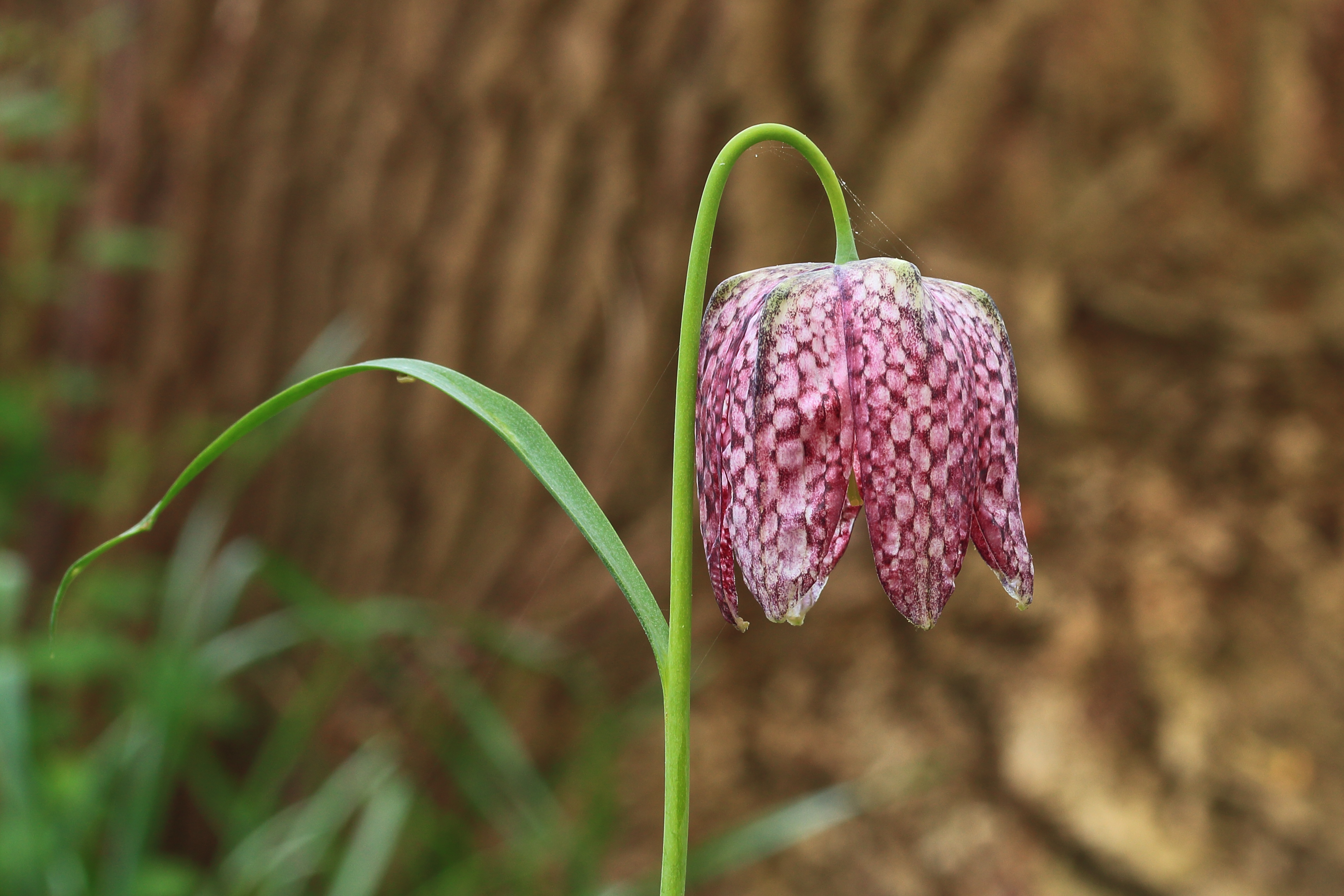
Lalea pestriță
(Fritillaria meleagris)

## Faună
Fauna lanțului montan Mátra include numeroase specii. Dintre melci, unele specii rare sunt relicve ale epocii glaciare, supraviețuind în zonele retrase, cu microclimat rece. Astfel de specii sunt, de exemplu, Discus ruderatus, Cochlodina cerata, Ruthenica filograna, Helicigona faustina.
Dintre nevertebrate, fluturii diurni sunt cei mai răspândiți. O mică populație de fluture alb de munte (Pieris bryoniae) încă se găsește în pădurile de fag. Se mai regăsesc fluturele mare al plopului (Limenitis populi), specie rară în toată Europa, fluturele lui Pallas (Argynnis laodice), fluturele-planor unguresc (Neptis rivularis). Larvele libelulei cu inele aurii (Cordulegaster bidentata) se dezvoltă în pâraiele din Mátra. Croitorul fagului (Rosalia alpina) apare doar în pădurile de fag. Printre speciile rare și protejate de amfibieni și reptile din Mátra se numără salamandra de uscat (Salamandra salamandra), salamandra alpină (Triturus alpestris), buhaiul de baltă cu burtă galbenă (Bombina variegata), broasca roșie de pădure (Rana dalmatina), broasca roșie de munte (Rana temporaria), șopârla apodă (Anguis fragilis), șopârla de câmp (Lacerta agilis) și gușterul (Lacerta viridis). Dintre șerpi, se regăsesc șarpele lui Esculap (Elaphe longissima) și șarpele de casă (Natrix natrix). 

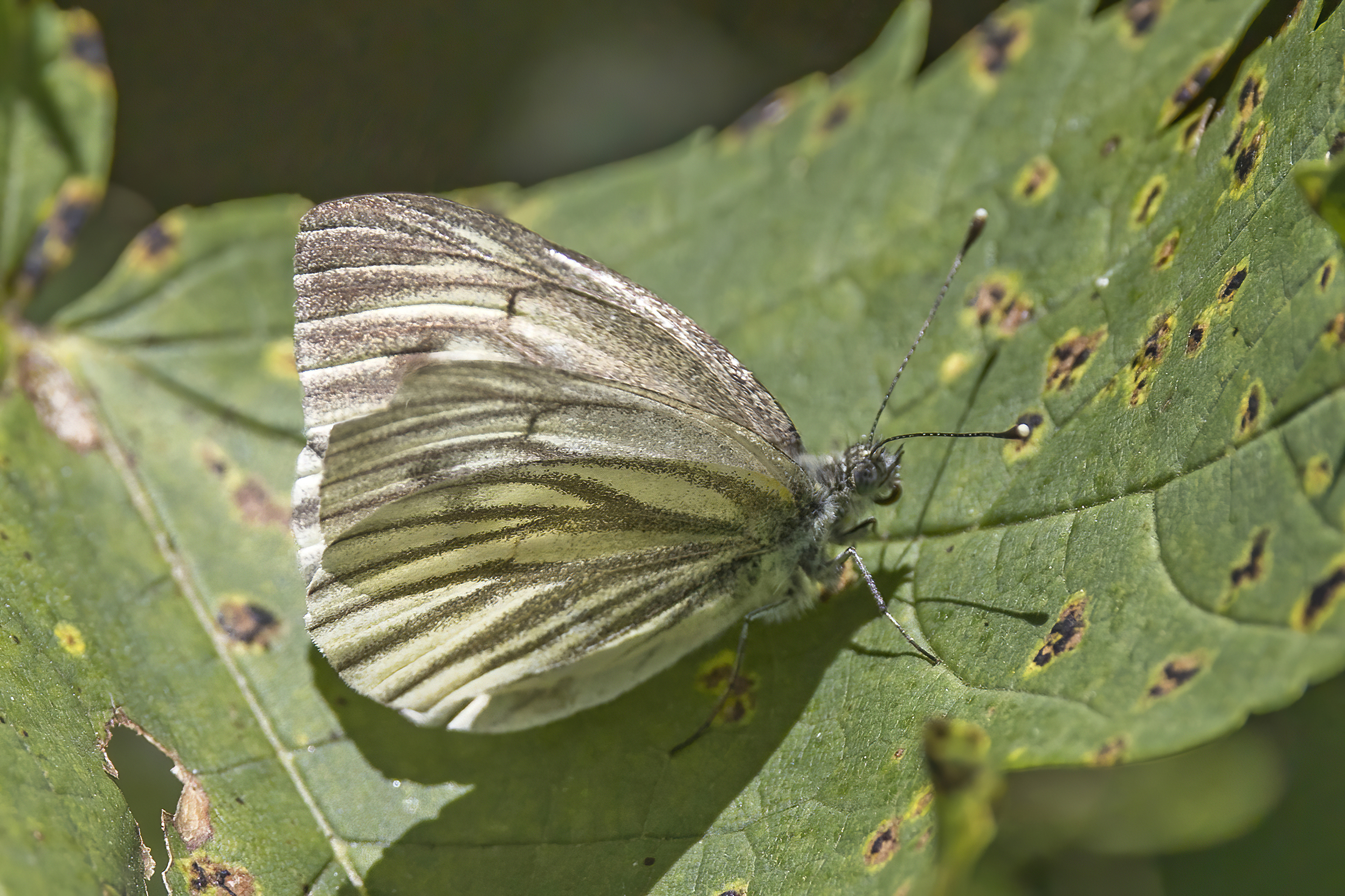
Fluture alb de munte (Pieris bryoniae)
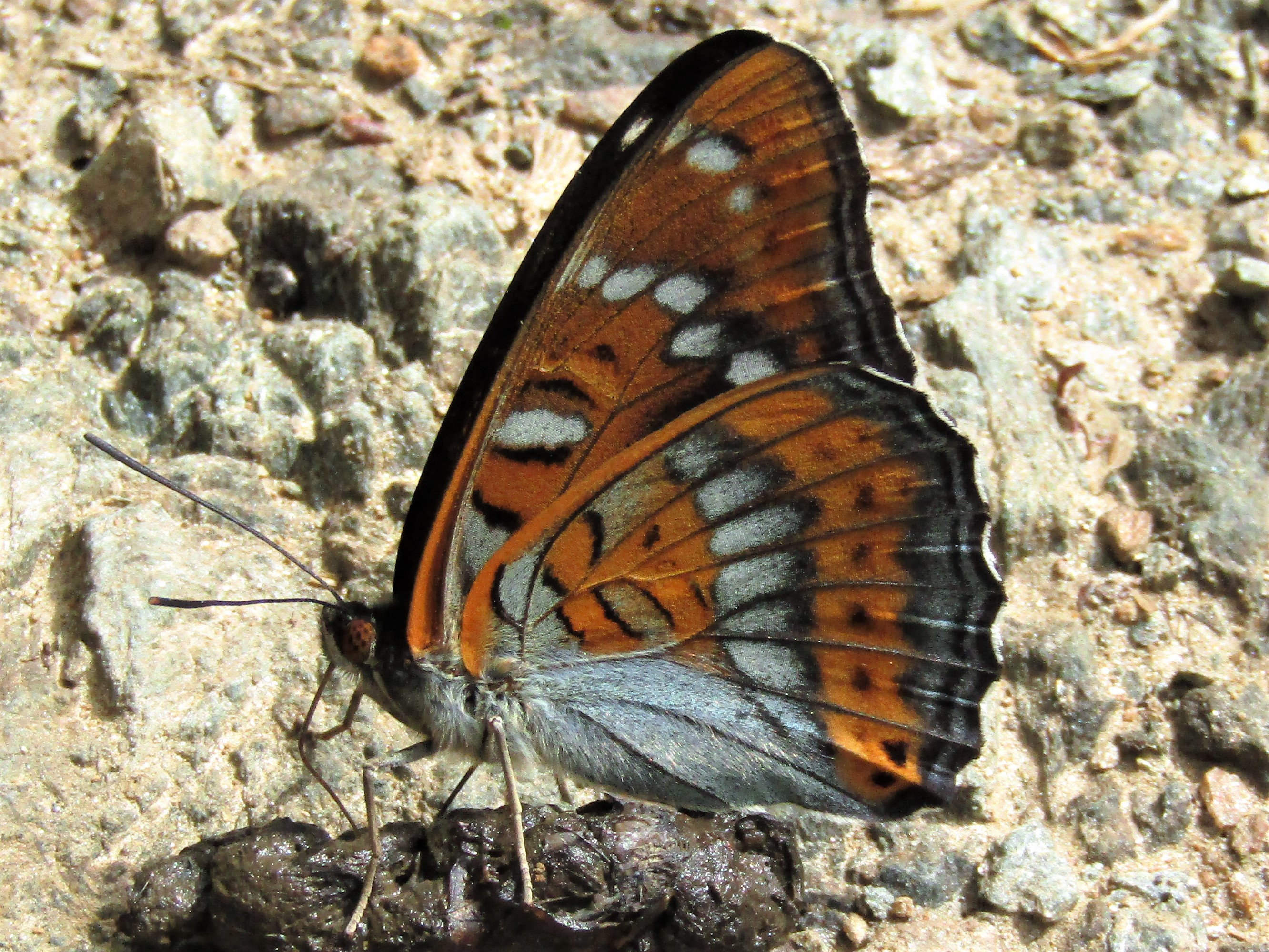
Fluturele mare al plopului (Limenitis populi)
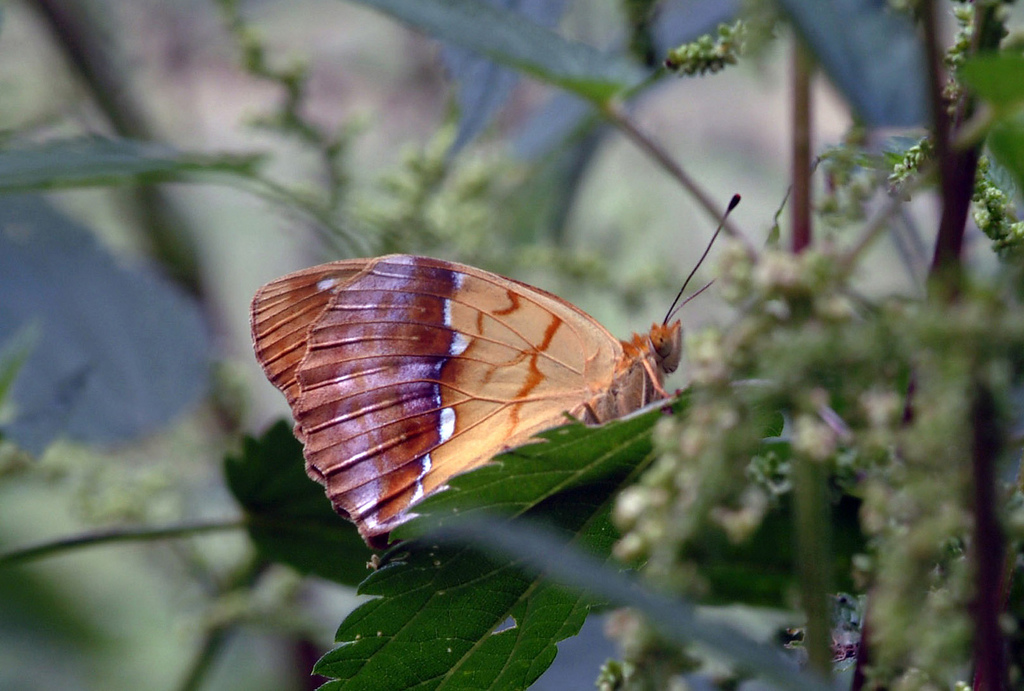
Fluturele lui Pallas (Argynnis laodice)
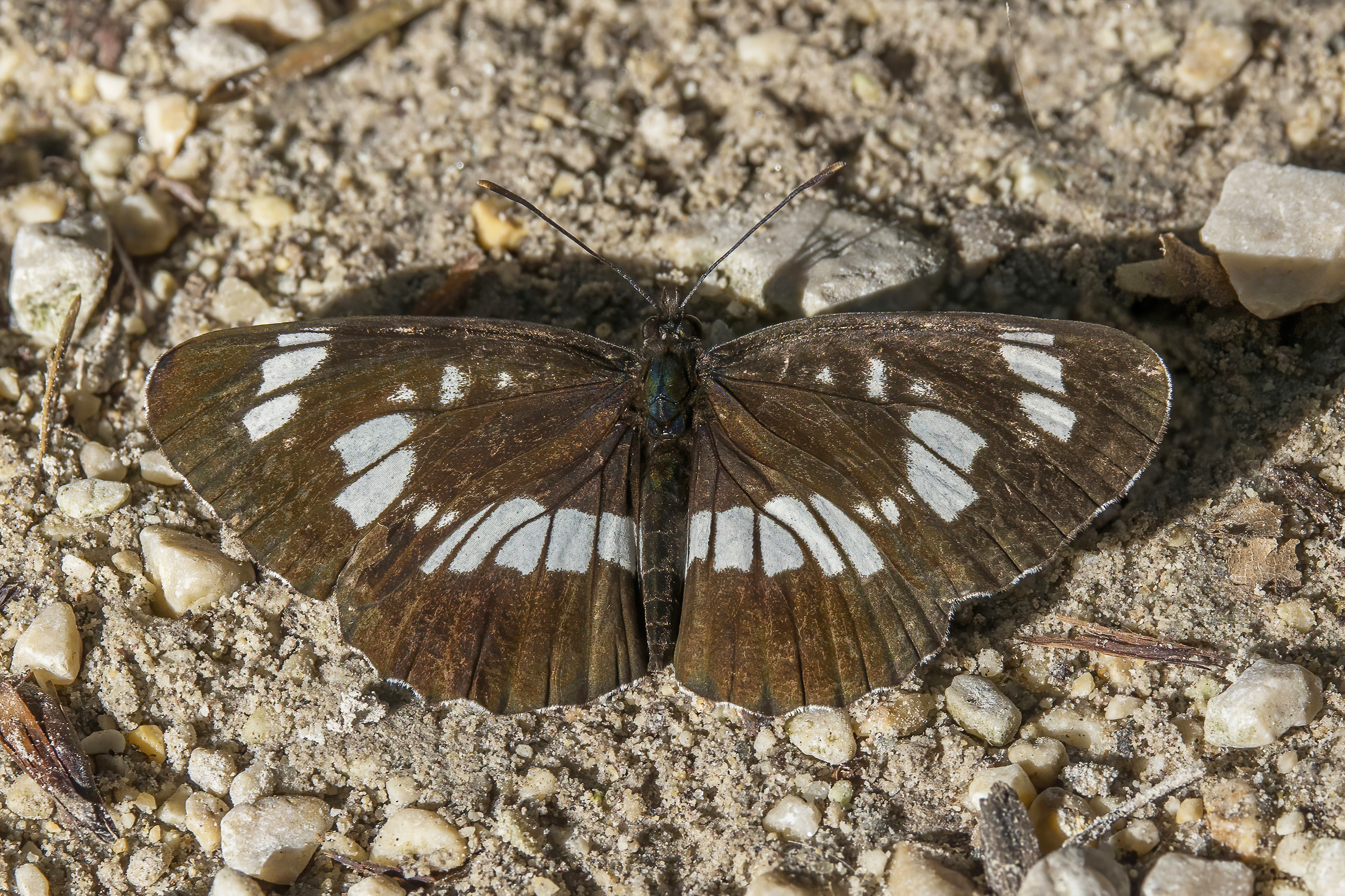
Fluture-planor unguresc (Neptis rivularis)
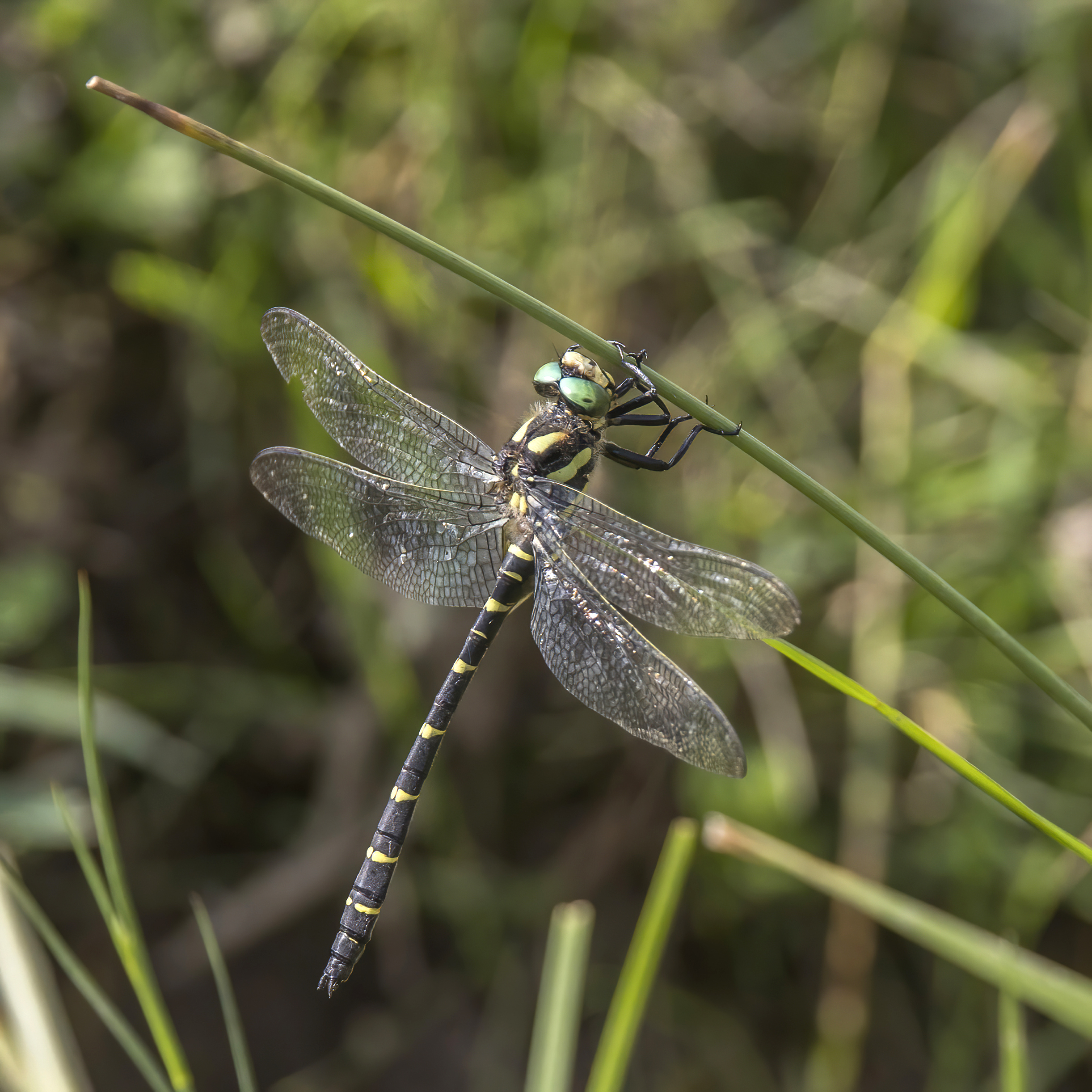
Libelulă cu inele aurii
(Cordulegaster bidentata)

Lista speciilor de păsări cuibăritoare include câteva specii special protejate, precum acvila de câmp (Aquila heliaca), acvila țipătoare mică (Aquila pomarina), șoimul dunărean (Falco cherrug), șorecarul (Buteo buteo), viesparul (Pernis apivorus), șerparul (Circäetus gallicus) și bufnița mare (Bubo bubo). Ierunca (Tetrastes bonasia) este de asemenea o specie care beneficiază de protecție specială. S-a observat o creștere a populațiilor de corb (Corvus corax) și ciocănitoare neagră (Dryocopus martius). Printre speciile rar întâlnite se numără mierla de apă (Cinclus cinclus) și barza neagră (Ciconia nigra).

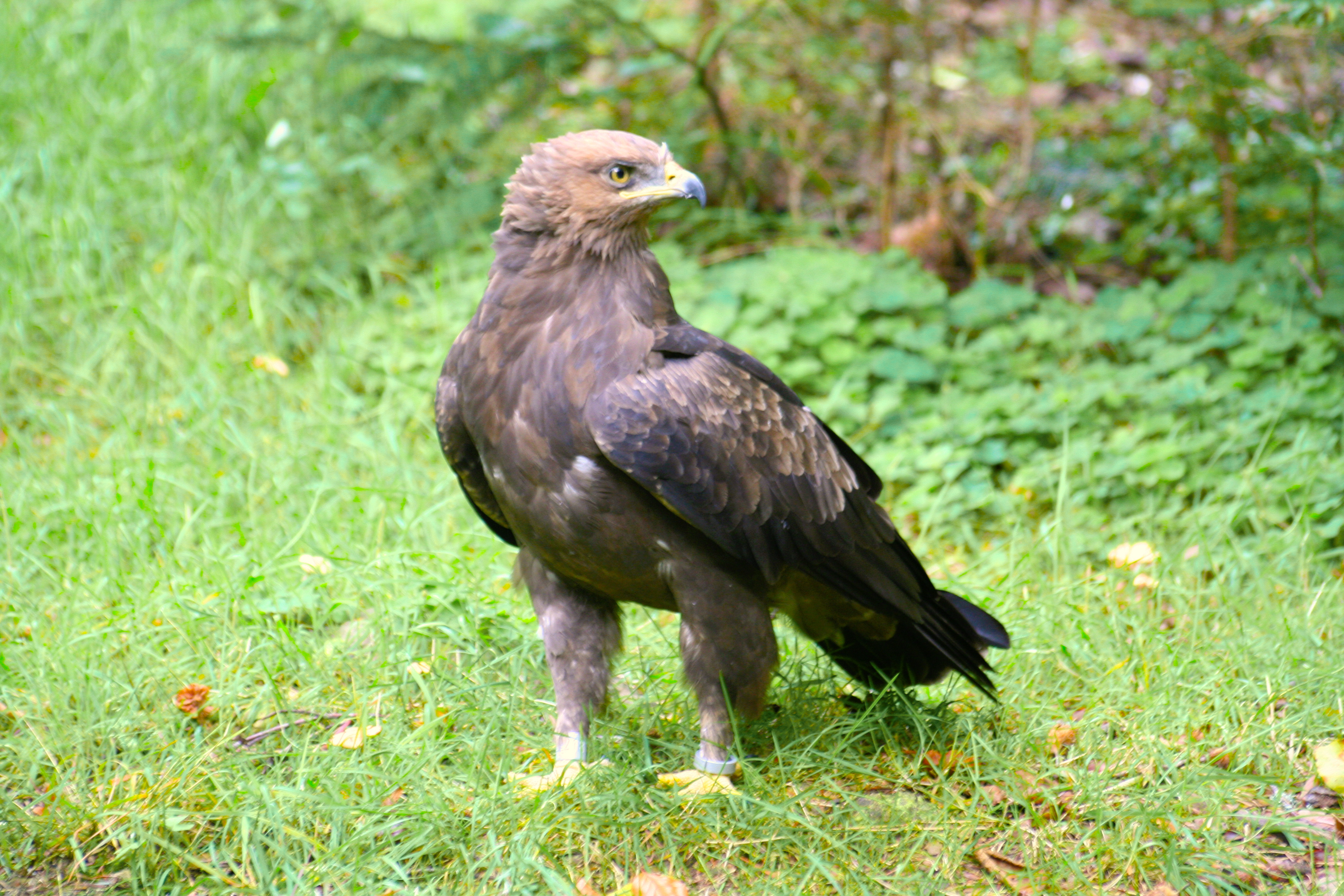
Acvilă țipătoare mică (Aquila pomarina)
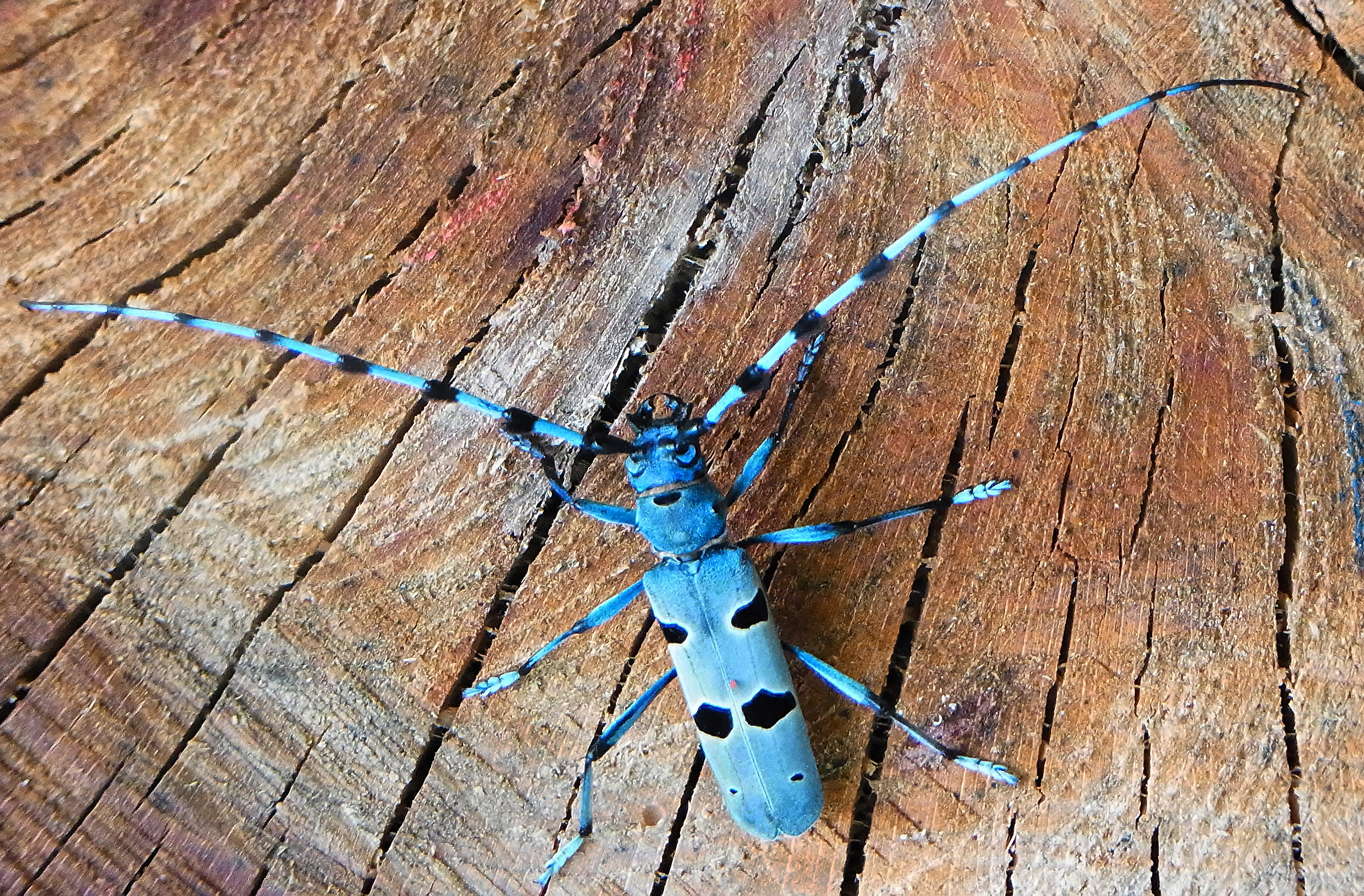
Croitorul fagului (Rosalia alpina)
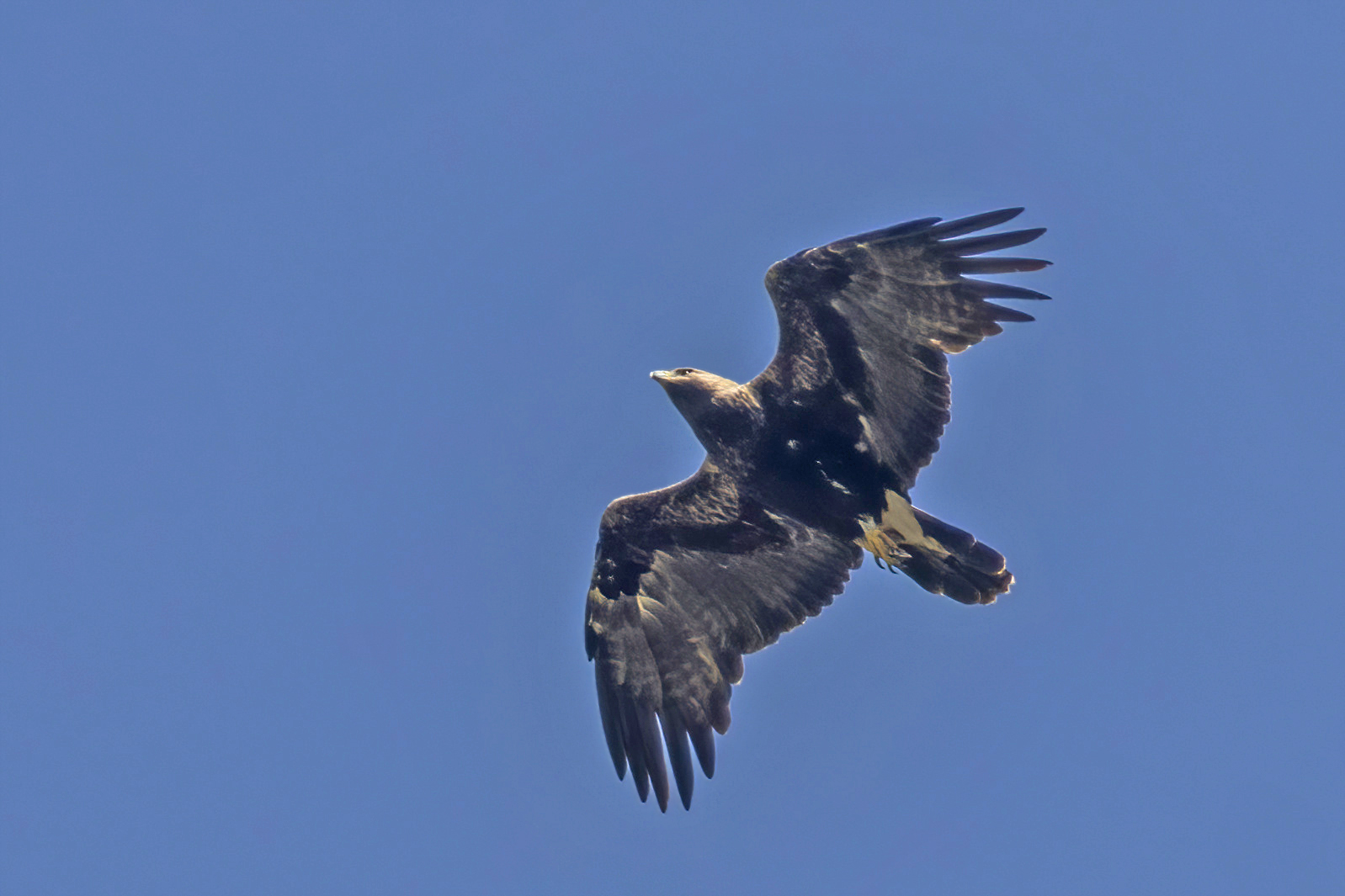
Acvilă de câmp (Aquila heliaca)
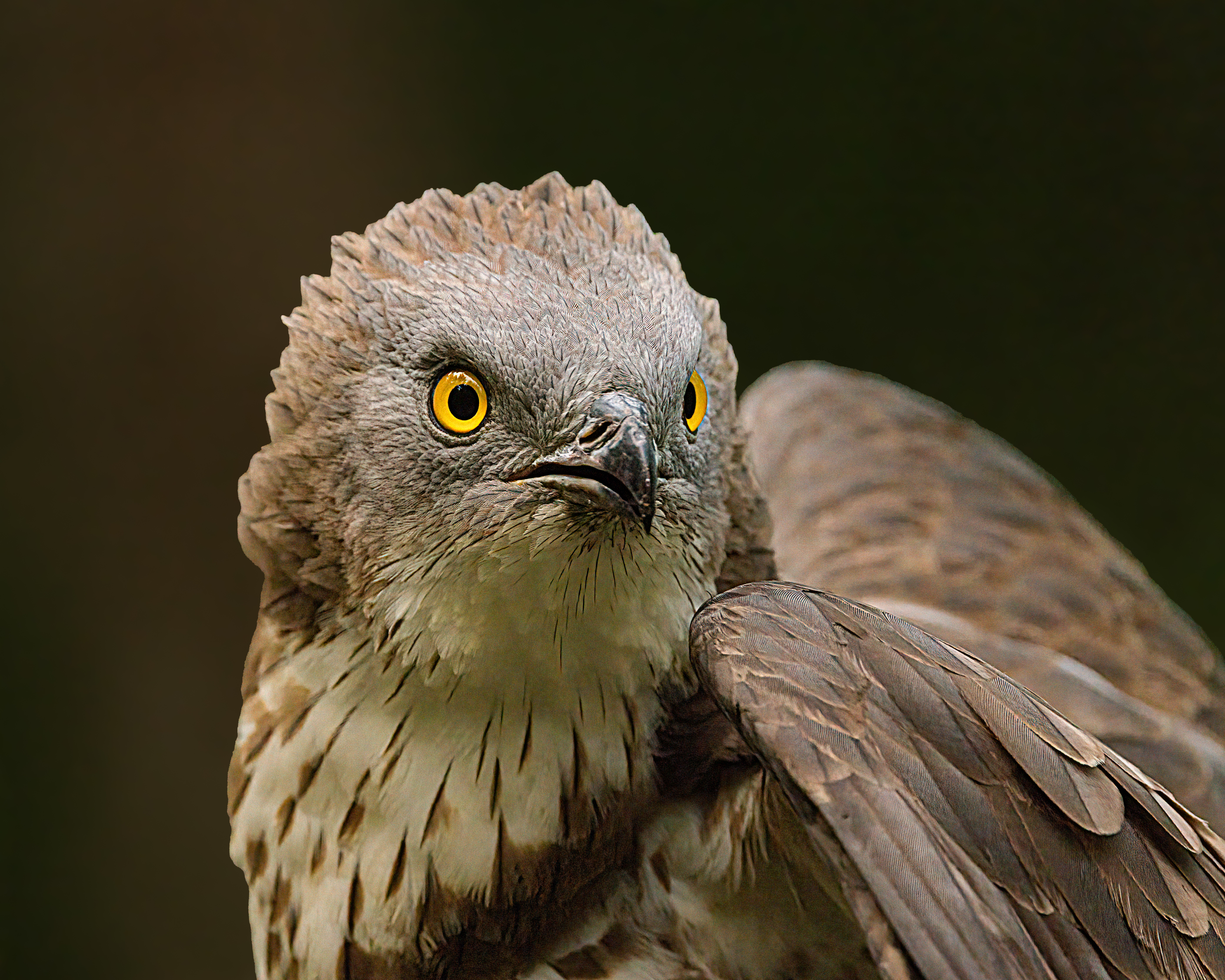
Viespar (Pernis apivorus)
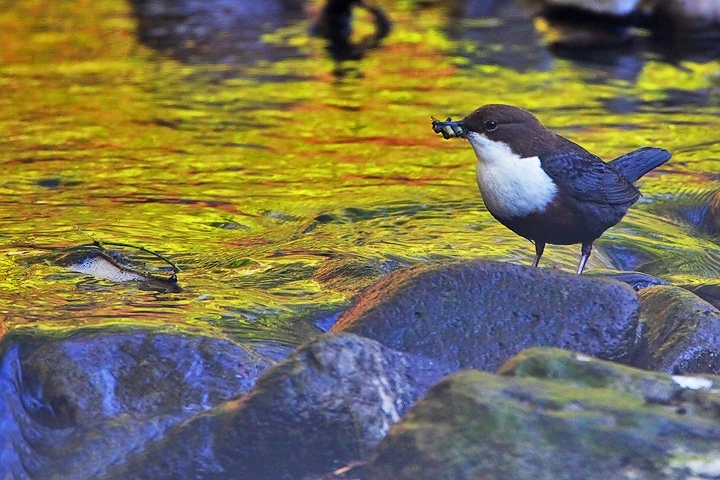
Mierlă de apă
(Cinclus cinclus)

Numeroase specii de mamifere protejate au habitatul în munții Mátra. Multe specii de lilieci își găsesc adăpost în trunchiurile de copaci putrezite ale pădurilor bătrâne de foioase sau în puțurile și bazinele miniere rămase după oprirea activităților de extracție a minereurilor. Aici se găsește una dintre cele mai importante specii de lilieci din Ungaria, liliacul cu aripi lungi (Miniopterus schreibersi), care formează o colonie de 3-4.000 de exemplare împreună cu liliacul comun (Myotis myotis). Dintre carnivore se găsesc jderul de copac (Martes martes), viezurele (Meles meles), pisica sălbatică (Felis sylvestris) și râsul (Lynx lynx). Animalele sălbatice obișnuite din pădurile maghiare se regăsesc și în masivul Mátra. Cerbul (Cervus elaphus), căpriorul (Capreolus capreolus), mistrețul (Sus scrofa) sunt răspândite în număr mare, afectând capacitatea de regenerare a pădurilor și pășunilor montane, la fel cu muflonul (Ovis musimon) care este o specie alohtonă (specie originară din altă regiune geografică). Specia, originară din Corsica, a fost introdusă în Mátra în 1923, dar s-a dovedit de-a lungul timpului o specie dăunătoare din punct de vedere al conservării naturii și al silviculturii.

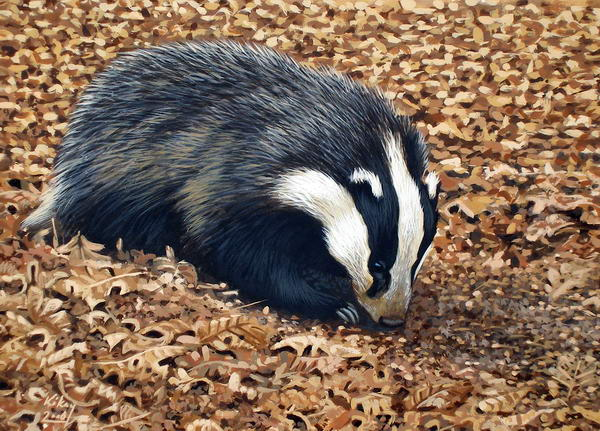
Viezure (Meles meles)
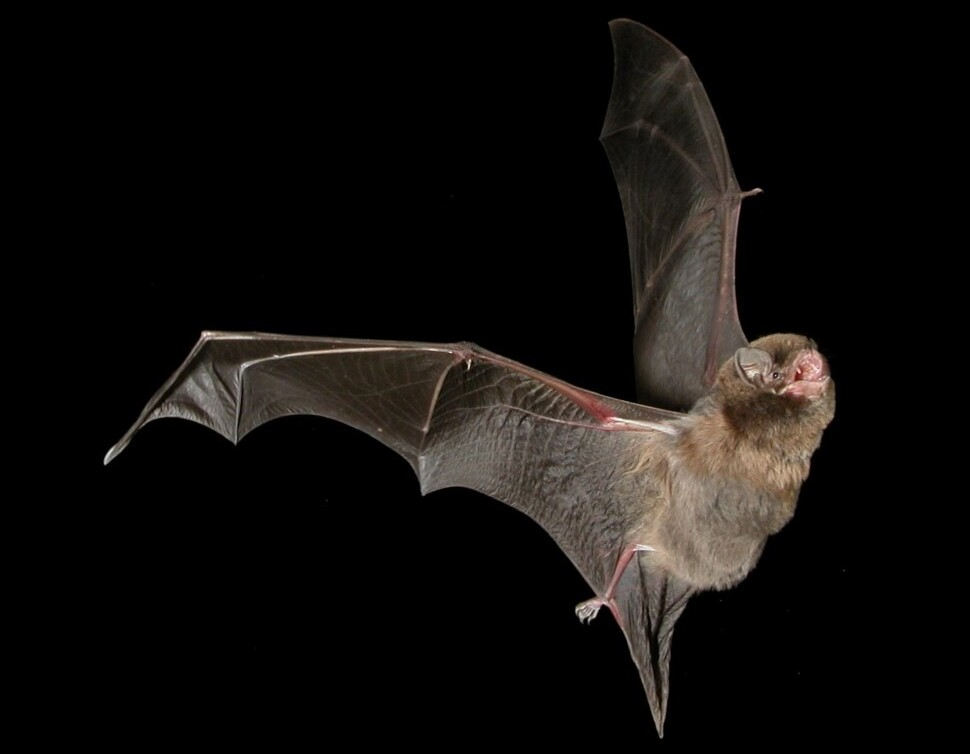
Liliac cu aripi lungi (Miniopterus schreibersi)
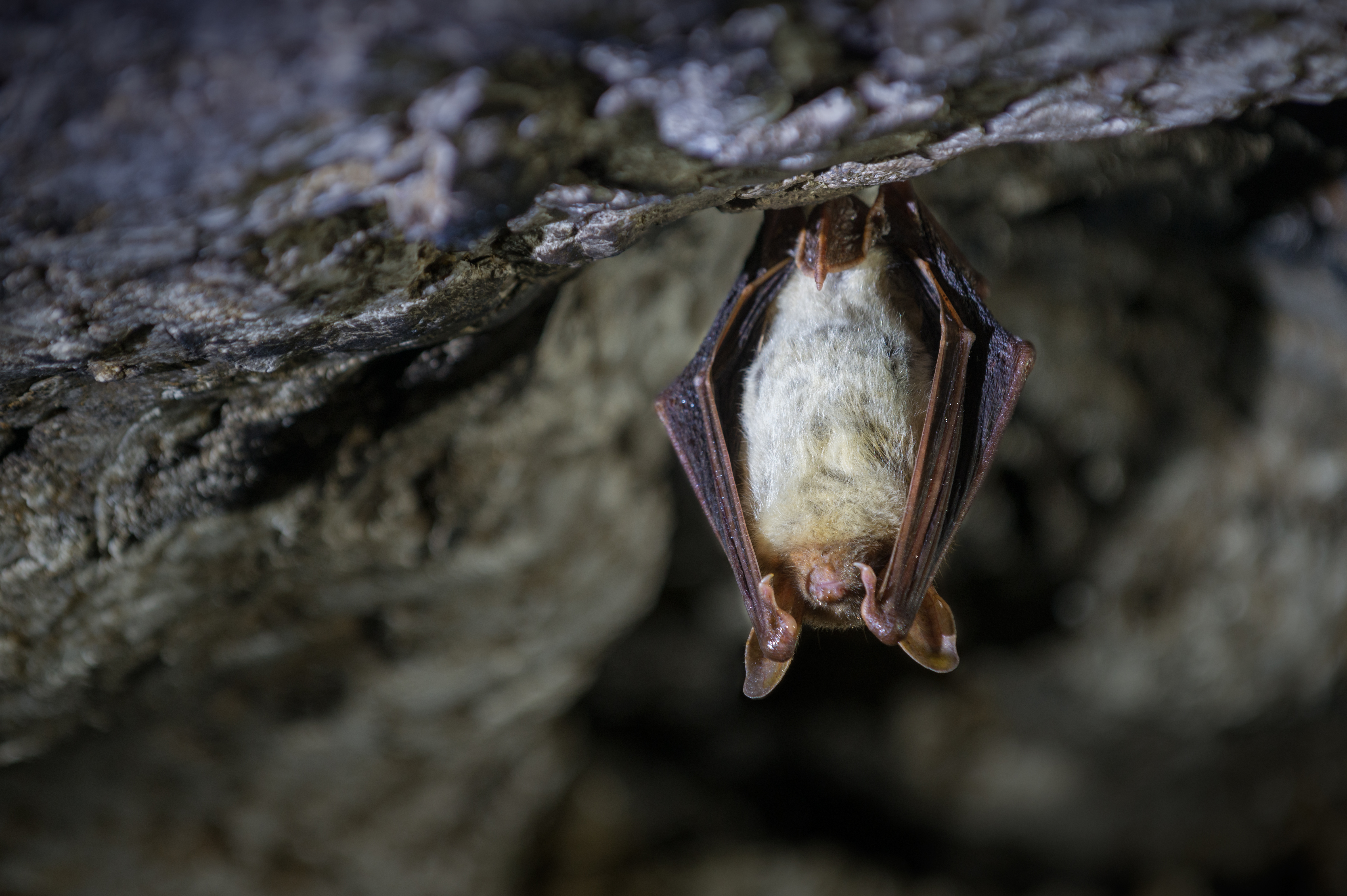
Liliac comun (Myotis myotis)
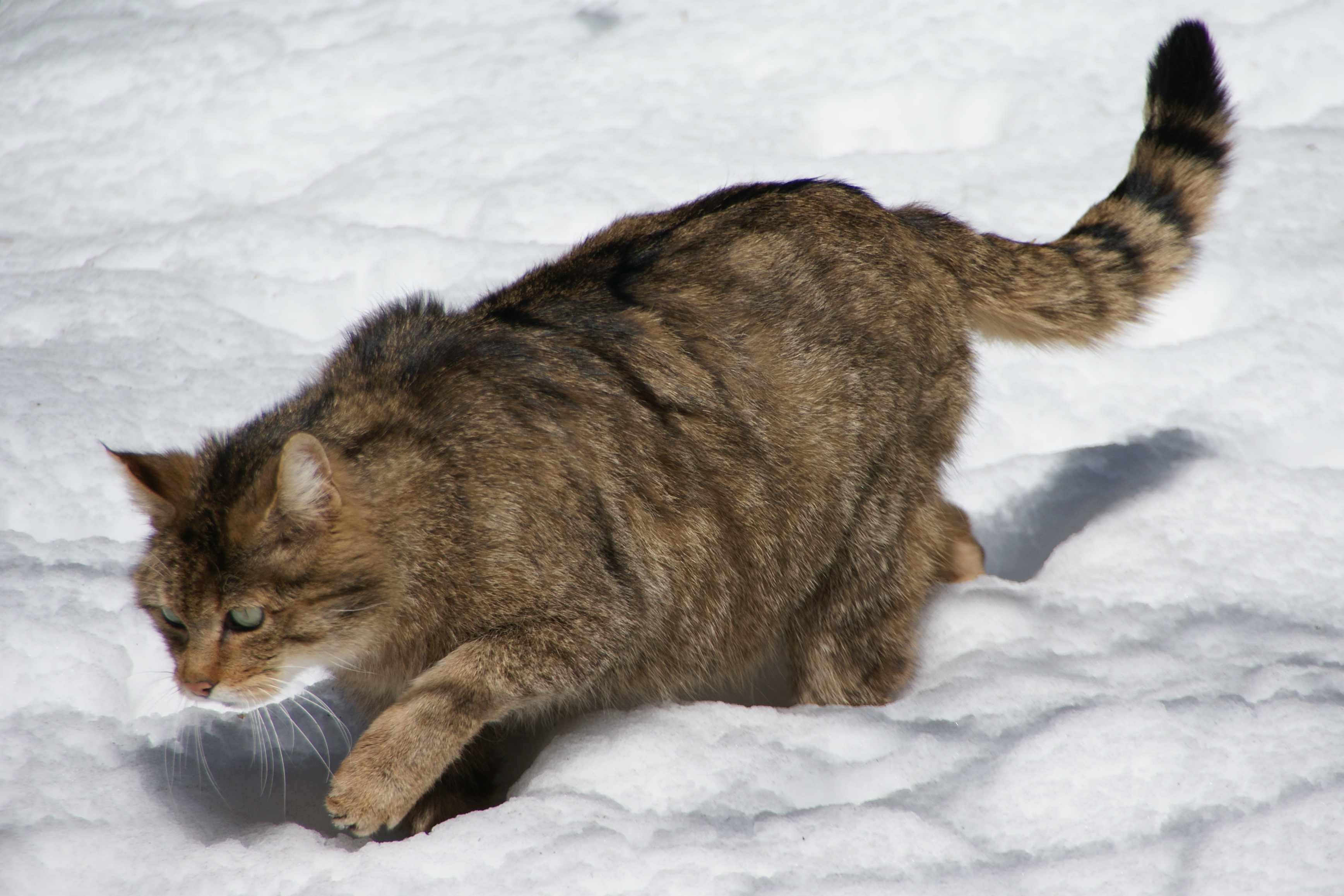
Pisică sălbatică (Felis sylvestris)
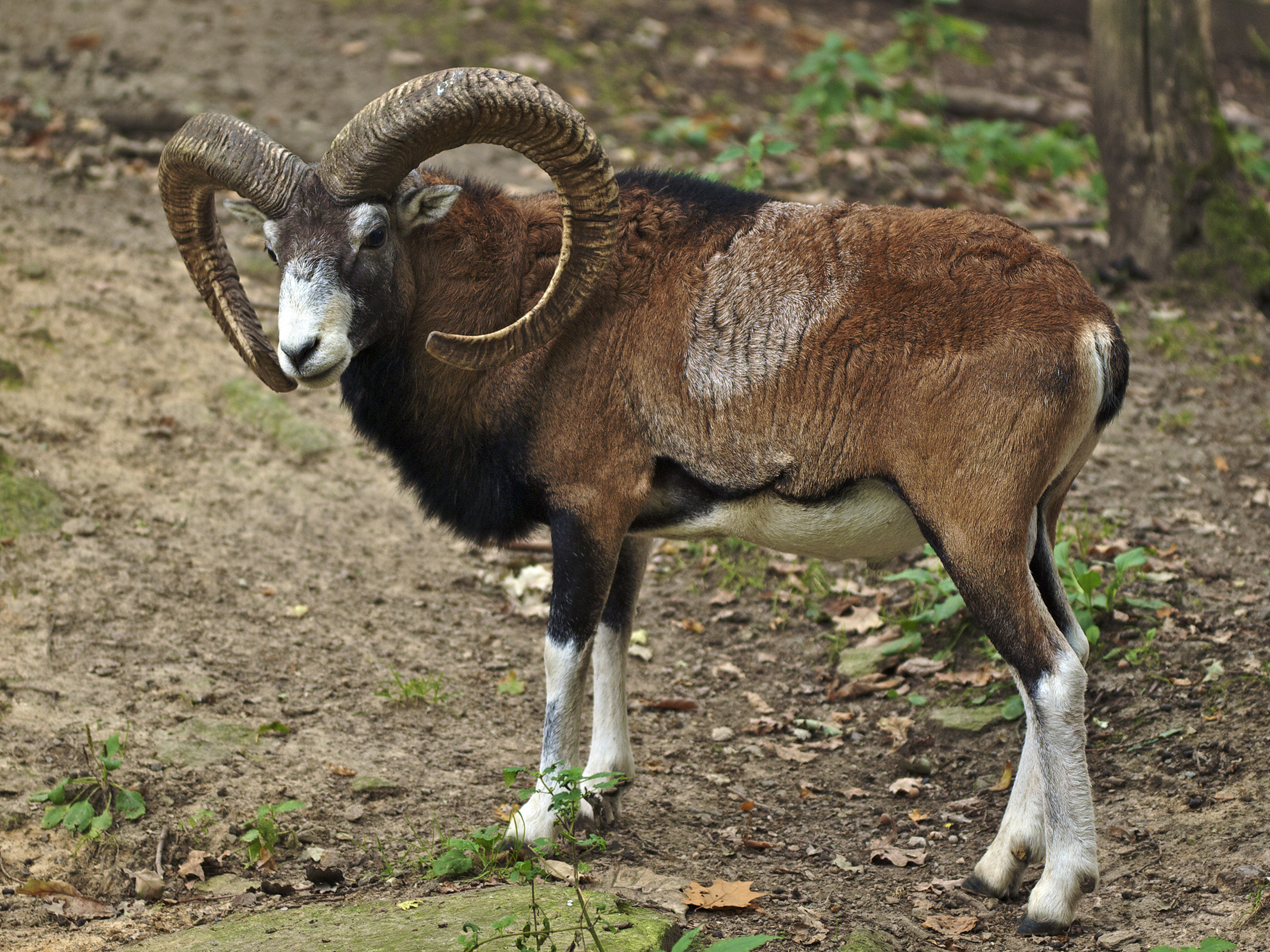
Muflon
(Ovis musimon)

## Istoric

### Preistorie
Prezența omului în zona munților Mátra a fost atestată încă din paleolitic. Deși nu au fost găsite încă rămășițe umane preistorice ca în regiunea Bükk, care este bogată în peșteri, au fost descoperite unelte, cele mai multe dintre acestea fiind expuse în Muzeul Mátra din Gyöngyös. Descoperirile găsite în timpul săpăturilor la castelul din Gyöngyöspata, în timpul lucrărilor miniere de la Kis-hegy din Gyöngyössolymos, în zona Mátrafüred și în timpul săpăturilor de la castelul din Kisnána constituie relicve din epocile cuprului, bronzului și fierului. Bogatele artefacte din epoca bronzului găsite la Gyöngyössolymos în anii 1940 sunt expuse la Muzeul Național. În februarie 1975, aproximativ două sute de unelte din bronz au fost găsite în același loc, varietatea lor indicând că oamenii din epoca bronzului făceau comerț cu produse extrase și prelucrate.
Păstoritul și agricultura erau răspândite în văile râurilor Tarna și Zagyva. Mai târziu au fost populate dealurile și versanții munților, iar așezările au fost întărite cu metereze și structuri de piatră. Originea lor a fost identificată doar în zonele periferice ale munților, pe baza artefactelor: sciții, celții, hunii și avarii au trăit în această regiune.

### Evul mediu
La sfârșitul secolului al IX-lea, în timpul stabilirii maghiarilor în Câmpia Panonică, regiunea Mátra a fost ocupată de armatele lui Árpád, iar apoi, conform lui Anonymus, căpeteniile Ed și Edömér s-au stabilit în zonă. Pata, Pásztó și Gyöngyös sunt cele mai vechi centre comerciale și culturale din zona munților Mátra.
În secolul al XIII-lea, după invazia tătarilor, în munții Mátra au fost construite numeroase castele, precum Benevár, Gyöngyöspata, Hasznosi, Kanázsvár, Kisnánai, Markazi, Siroki. Pe lângă acestea, există mai multe castele de pământ și piatră de dinainte de descălecatul maghiar, care au fost și ele folosite sau extinse în Evul Mediu.

### Epoca modernă
În secolele al XVI-lea și al XVII-lea, regiunea munților Mátra a căzut și ea victimă a luptelor împotriva turcilor, iar apoi mercenarii imperiali au devastat zona rurală. Regiunea Mátra a fost locul unor bătălii importante în timpul revoluției din 1848-1849, iar după înăbușirea acesteia pădurea Mátra a constituit un refugiu pentru haiduci. După semnarea Tratatului de la Trianon, Vârful Kékes din munții Mátra a devenit punctul de altitudine maximă din Ungaria. Între 1950 și 1953, un lagăr de muncă a funcționat în Recsk, Keleti-Mátra.

## Turism
Lanțul montan deține un istoric turistic bogat, „Filiala Mátra” a Asociației Carpatine Maghiare (Magyarországi Kárpát Egyesület „Mátra Szakosztálya”) a fost înființată încă din 1887. În aceeași perioadă, Asociația Mátra (Mátra Egylet), o asociație turistică locală, a transformat satul Bené, Mátrafüred („Băile Mátra”) din prezent, într-o stațiune, prin construcția de amenajări turistice. În 1888 a fost publicat primul ghid al munților Mátra (Mátrai kalauz), în același an fiind finalizat în valea Kalló primul traseu turistic marcat, care din 1976 poartă denumirea de Traseul turistic Rákóczi.
După Tratatul de la Trianon, lanțul montan a ajuns în prim-planul interesului turistic. Pe lângă Asociația Mátra, mai multe asociații s-au implicat în extinderea și întreținerea facilităților turistice. În anii 1930, centrul de excursii din Mátraháza a început să se dezvolte, dar și celelalte stațiuni din Mátra au devenit cunoscute la nivel național. Dezvoltarea turismului a fost întreruptă de izbucnirea celui de-al Doilea Război Mondial.
După război, până în 1949, totul a fost naționalizat, chiar și hotelul de lux Nagyszálló din Galyatétő (Galyatetői Nagyszálló) devenind destinație sindicală. În același timp, au fost construite noi facilități turistice, iar în 1961 pe lista destinațiilor turistice s-a alăturat un prim camping montan, pe malul lacului Sástó, lacul din Ungaria situat la cea mai mare altitudine (507 m), locuitorii din Mátra beneficiind din ce în ce mai mult de pe urma turismului. 
Din anii 1970 însă, facilitățile care deserveau turismul au început să se degradeze, dar după căderea comunismului, începând cu ultimul deceniu al secolului XX, turismul a revenit treptat, facilitățile turistice aflate într-o stare deplorabilă au fost renovate și transformate. În ultimii ani, s-au luat măsuri pentru extinderea oportunităților de practicare a sporturilor de iarnă și pentru a transforma Kékes într-un domeniu schiabil de top, dar stratul de zăpadă care se menține pe o periodă relativ redusă și grosimea sa adesea insuficientă încurajează doar dezvoltări modeste. La mijlocul anilor 2000, pârtiile de schi din Mátraszentistván au fost renovate și extinse. 
Principalele stațiuni turistice din Mátra sunt situate în partea centrală a lanțului montan, fiind grupate în proximitatea vârfurilor Galya-tetö și Kékes. Printre acestea se numără Mátrafüred, Sástó, Mátraháza, Kékestető, Galyatető, Mátraszentimre și Parád.

### Transport

#### Transport rutier
Rețeaua de drumuri a lanțului montan este bine dezvoltată, acesta fiind înconjurat de drumuri principale (autostrăzile 3, M3, 21, 23, 25), cel mai important drum prin Mátra fiind Drumul Național 24 (24-es számú országút) care leagă Gyöngyös de Eger. Un alt drum important care duce în lanțul muntos este drumul de legătură Pásztó-Galya-tetó, care leagă Mátrakeresztes, Mátraszentimré și alte localități montane de rețeaua de drumuri. Unele dintre drumurile forestiere sunt asfaltate, precum ruta Gyöngyösoroszi - Károlytáró - Bagolyirtás.

#### Transport feroviar
De la linia feroviară 80 Budapesta-Sátoraljaújhely, care ocolește munții Mátra prin sud, linia principală cu o singură cale 81 prin Pásztó și Kisterenye până la Salgótarján se bifurcă la Hatvan, ceea ce asigură accesul la Nyugati-Mátra. Linia secundară care duce la Gyöngyös se ramifică de pe linia 80 lângă Vámosgyörk. Traficul de pasageri pe linia de cale ferată 84 Kisterenye-Kál-Kápolna, care atinge munții dinspre nord și est, este suspendat din 3 martie 2007. 
Mátra deținea o rețea extinsă de cale ferată cu ecartament îngust. Prima astfel de cale ferată a fost construită de către arhiepiscopul de Eger, proprietar de pădure, în 1906, cu scopul de a transporta lemn și piatră în Nagy-völgy („Valea Mare”). În primele decenii ale secolului XX, rețeaua de cale ferată îngustă a fost extinsă prin construirea mai multor linii de legătură. Locomotivele cu abur au apărut pe liniile de cale ferată cu ecartament îngust încă din 1917. Transportul de pasageri a fost inaugurat în 1926, între Gyöngyös și Mátrafüred („Băile Mátra”). În prezent, trenurile circulă pe doar două linii: Gyöngyös-Mátrafüred și Gyöngyös-Gyöngyössolymos-Lajosháza. Ultima linie a fost extinsă în 2009, prin refacerea unei secțiuni a traseului spre Szalajkaház.

## Localități
- Abasár
- Bátonyterenye
  - Szorospatak
- Bodony
- Domoszló
- Dorogháza
- Gyöngyös
  - Kékestető, Mátrafüred, Mátraháza
- Gyöngyösoroszi
  - Károlytáró
- Gyöngyöspata
- Gyöngyössolymos
  - Lajosháza
- Gyöngyöstarján
- Kisnána
- Markaz
- Mátraballa
- Mátraderecske
- Mátramindszent
- Mátraszentimre
  - Bagolyirtás, Fallóskút, Galyatető, Mátraszentistván, Mátraszentlászló
- Pálosvörösmart
- Parád
  - Parádfürdő, Parádóhuta
- Parádsasvár
- Pásztó
  - Hasznos, Mátrakeresztes
- Recsk
- Sirok
  - Kőkútpuszta
- Szuha
  - Mátraalmás
- Szurdokpüspöki
- Tar
- Tarnaszentmária
- Verpelét

## Eponimie
Asteroidul 1513 Mátra (1940 EB), este un asteroid pietros din regiunile interioare ale centurii de asteroizi, cu un diametru de aproximativ 5 kilometri, care poartă numele celui mai înalt lanț montan din Ungaria. A fost descoperit la 10 martie 1940 de astronomul maghiar György Kulin la Observatorul Konkoly din Budapesta.

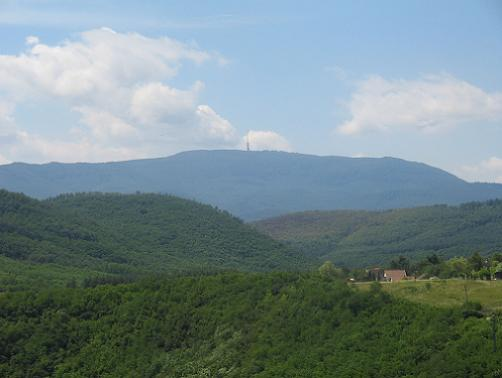
Munții Mátra
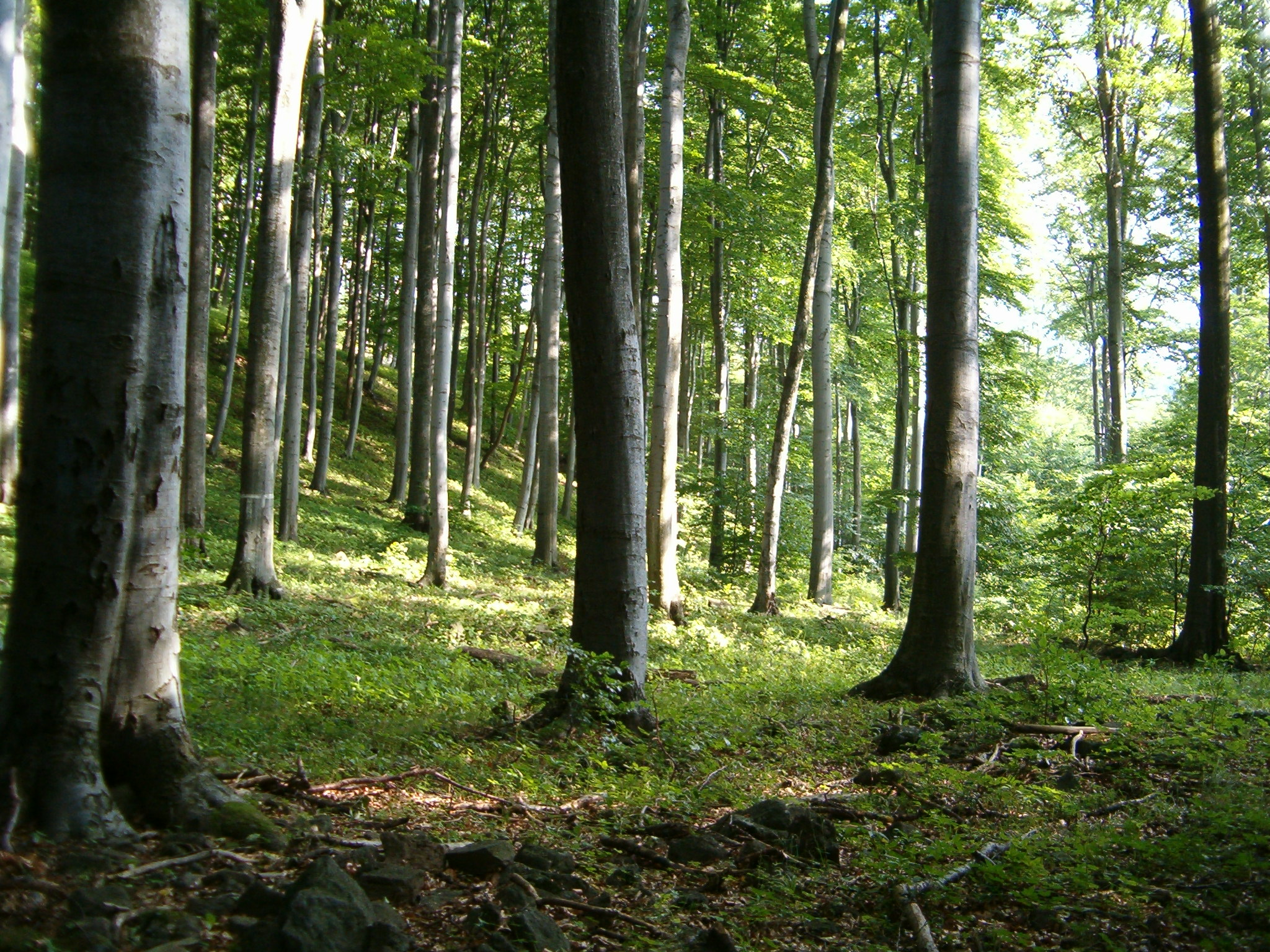
Pădure de fag în munții Mátra
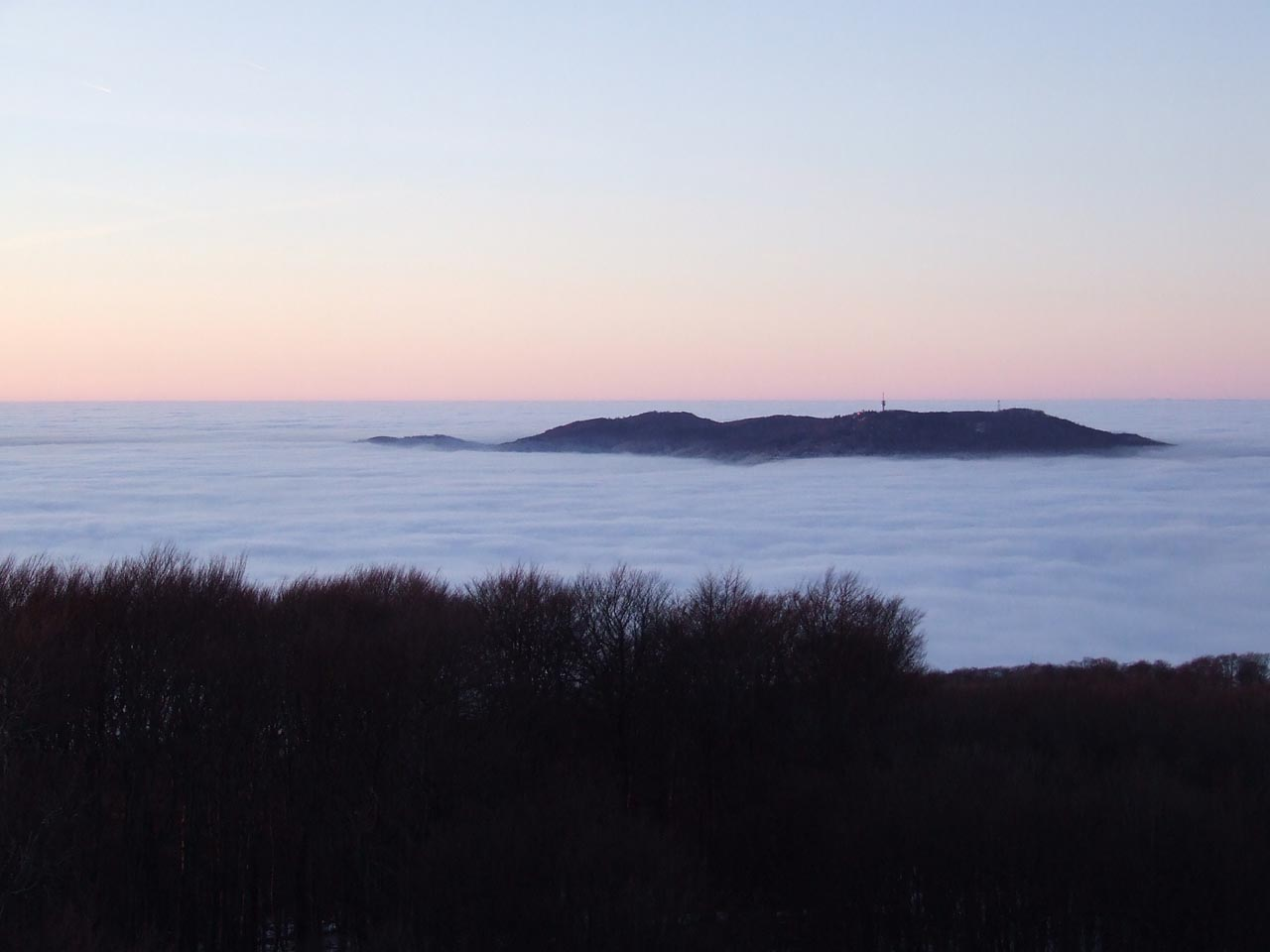
Galya-tető (964 m)
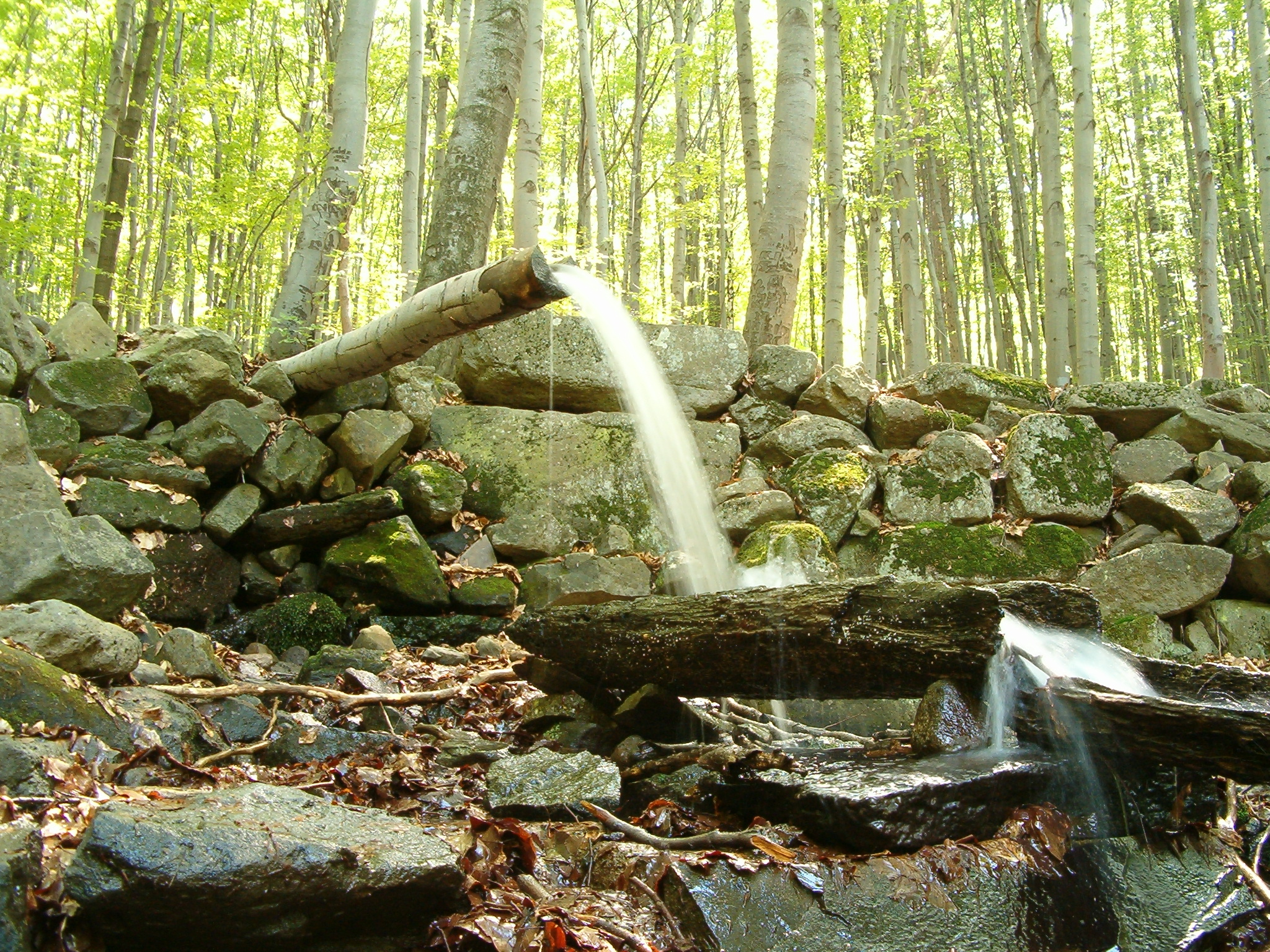
Izvorul Nagy-forrás
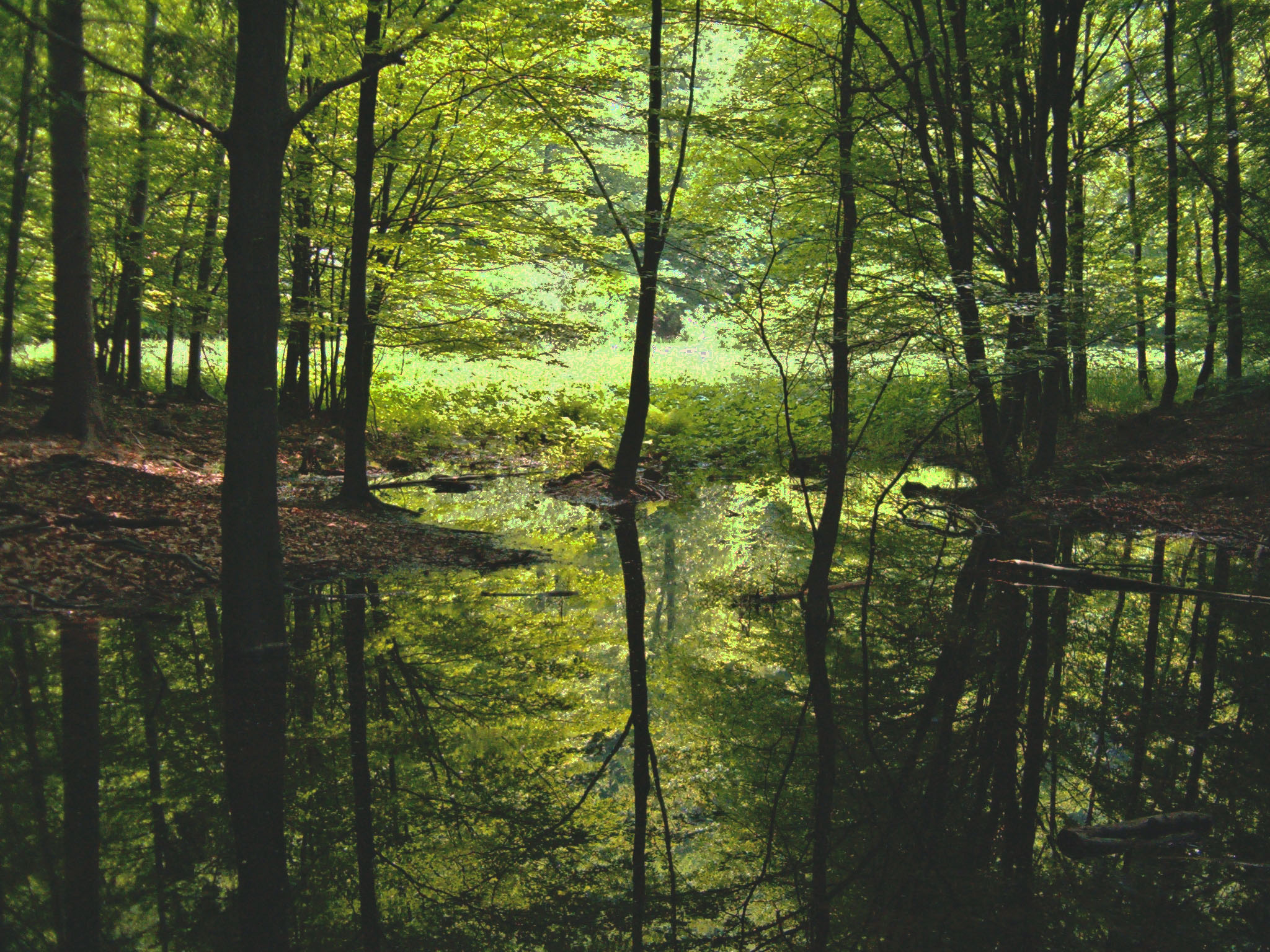
Mlaștina Kőris (Kőris-mocsár)